# Usbekistan

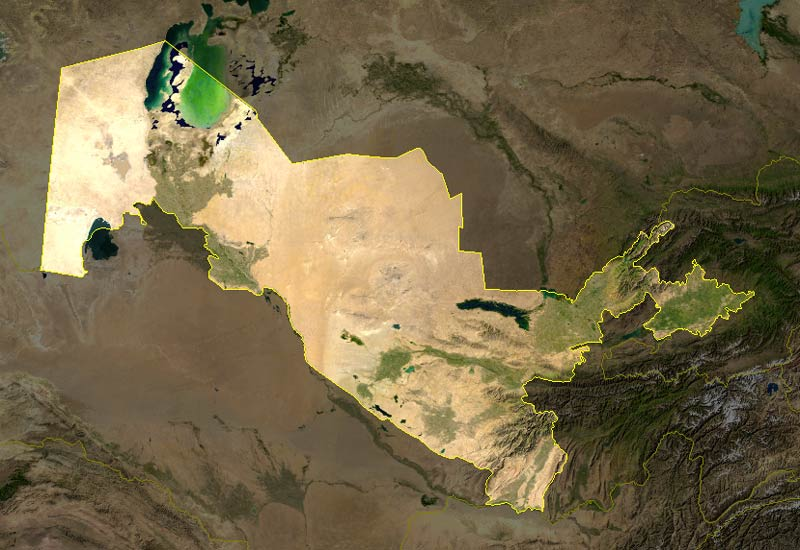
Satellitenaufnahme von Usbekistan

Usbekistan (usbekisch Oʻzbekiston; amtlich Republik Usbekistan, usbekisch Oʻzbekiston Respublikasi) ist ein 448.978 km² großer Binnenstaat in Zentralasien mit 37 Millionen Einwohnern. Er grenzt im Norden an Kasachstan, im Nordosten an Kirgisistan, im Südosten an Tadschikistan, im Süden an Afghanistan und im Südwesten an Turkmenistan. Hauptstadt und mit rund 3,1 Millionen Einwohnern größte Stadt der ehemaligen Sowjetrepublik ist Taschkent. Weitere wichtige Städte des islamisch geprägten Landes sind Samarkand und Buchara an der historischen Seidenstraße.
Nach der Staatsgründung im Jahr 1991 wurde das Land autoritär durch Islom Karimov regiert. Nach der Übernahme der Präsidentschaft durch Shavkat Mirziyoyev 2016 wurden viele Repressionen gelockert, aber dennoch kommt es noch regelmäßig zu schwerwiegenden Verletzungen der Menschenrechte.

## Geographie
Usbekistan erstreckt sich zwischen dem 37. und 46. nördlichen Breitengrad sowie zwischen dem 56. und 73. östlichen Längengrad. Die Ausdehnung des Landes beträgt von West nach Ost etwa 1425 km und von Nord nach Süd etwa 500 km.
Usbekistan ist neben Liechtenstein der einzige Binnenstaat der Erde, der nur von anderen Binnenstaaten umgeben ist, was manchmal auch als doppelter Binnenstaat bezeichnet wird. Die Staatsgrenze hat eine Gesamtlänge von 6893 km. Davon fallen 144 km auf Afghanistan, 2330 km auf Kasachstan, 1314 km auf Kirgisistan, 1312 km auf Tadschikistan und 1793 km auf Turkmenistan.
Zum usbekischen Staatsgebiet gehören auch die von Kirgisistan umschlossenen Exklaven Soʻx, Shohimardon, Chong-Kara und Jangail, umgekehrt werden die kirgisische Exklave Barak und die tadschikische Exklave Sarvan von usbekischem Territorium umschlossen.

### Landschaftszonen
Usbekistan erstreckt sich von den Wüsten am Aralsee im Westen über ca. 1200 km bis zum fruchtbaren Ferghanatal im Osten.
Der von vollständiger Austrocknung bedrohte Aralsee hatte im Jahr 2004 eine Fläche von ungefähr 17.000 km². Südwestlich des Sees befindet sich das flachwellige, wüstenhafte Ustjurt-Plateau, dessen Westhälfte zu Kasachstan gehört und das ein großes Naturreservat bildet.
Der größte Teil der Fläche Usbekistans wird von Wüsten eingenommen. Südöstlich des Aralsees im Tiefland von Turan erstreckt sich die Kysylkum-Wüste (usbek. Qizilqum), die zwei Fünftel der Staatsfläche Usbekistans umfasst und sich auf dem angrenzenden Territorium Kasachstans fortsetzt. Sie wird nur durch einige Restmassive unterbrochen, die im Gora Aktau 920 m Höhe erreichen. Südlich davon liegt eine große Steppenlandschaft, durch die der Amudarja fließt.
Im Osten Usbekistans liegen die Turkestan-Gebirgskette und die vorgebirgige Landschaft des Tian Shan sowie Teile des Ferghanatals, einer dichtbesiedelten Senke zwischen dem Tianshan- und dem Alai-Gebirge mit wichtigen landwirtschaftlichen Anbauflächen.
Seit 2023 ist bekannt, dass der höchste Berg Usbekistans der Alpomish mit 4668 Metern an der Grenze zu Tadschikistan ist. Vorher galt der 4643 Meter hohe Hazrat Sulton im Hissargebirge (Viloyat Surxondaryo) als höchste Erhebung des Landes. Die tiefste Stelle im Land liegt zwölf Meter unter dem Meeresspiegel in der Wüste Kysylkum.

### Gewässer
Durch Usbekistan fließen die zwei wichtigsten Zuflüsse des Aralsees und größten Ströme Zentralasiens, der Amudarja (usbek. Amudaryo) mit 2539 km Länge und der Syrdarja (usbek. Sirdaryo) mit 2212 km Länge. Beide Flüsse liegen jedoch nur mit einem Teil ihres Laufes in Usbekistan.
Die Quellflüsse des Amudarja, in der Antike Oxus genannt, daher kommt auch der klassische Begriff Transoxanien, entspringen außerhalb Usbekistans im zu Tadschikistan und Afghanistan gehörenden Pamir. Der Amudarja bildet in seinem Mittellauf zunächst die usbekisch-afghanische Grenze und verläuft sodann parallel zur Grenze Usbekistans zu Turkmenistan, die jedoch nur in einem Teilstück dem Fluss direkt folgt. Sein Mündungsbereich gehört ganz zu Usbekistan.
Die Quellflüsse des Syrdarja entspringen im zu Kirgisistan gehörenden Tian Shan. Der Syrdarja durchquert in seinem Mittellauf den zu Usbekistan gehörenden Teil des Ferghanatals, fließt dann über das Territorium Tadschikistans, südwestlich von Taschkent erneut eine Strecke durch Usbekistan, während sein Unterlauf zu Kasachstan gehört.
Weitere wichtige Flüsse sind der Surxondaryo (Surchundarja), ein rechter Nebenfluss des Amudarja, der Qashqadaryo (Kaschkadarja), der die Oase von Qarshi (Qarshi) erreicht, und der Zarafshon (Serafschan), der die Oasen von Samarqand (Samarkand) und Buxoro (Buchara) bewässert und schließlich in der Wüste südwestlich von Buchara endet, ohne den Amudarja erreicht zu haben.
Zu den großen Bewässerungskanälen gehören der Große, Nördliche und Südliche Ferghanakanal.
Die größten Seen des Landes, die nur zum Teil gänzlich in Usbekistan liegen, sind neben dem Westlichen Aralsee (Gʻarb orol dengizi) der Aibugirsee, der Sarykamyschsee (Sariqamish koʻli), der Aydarsee und der künstliche Talimardschan-Stausee.

### Klima
Das Klima Usbekistans zählt zu der gemäßigten Zone. Je nach Region herrschen kontinentales Feuchtklima, gemäßigtes Steppenklima oder gemäßigtes Wüstenklima vor. Die Sommer sind meist heiß und wolkenlos, die Winter unbeständig und kalt.
Der Jahresniederschlag beträgt – je nach Region – nur 50–400 mm, steigt jedoch in den Gebirgen teilweise auf über 1000 mm jährlich an. Die Temperaturen schwanken sowohl jahres- als auch tageszeitlich stark.

### Tier- und Pflanzenwelt
Aufgrund seiner Größe und der vielen Landschaftszonen und obwohl etwa 80 Prozent der Landesfläche aus Wüste und Steppe bestehen, bietet Usbekistan eine reichhaltige Tier- und Pflanzenwelt. Knapp zwei Prozent des Landes stehen unter Naturschutz.
In Usbekistan sind gut 4.300 Pflanzenarten nachgewiesen worden, darunter eine Reihe Endemiten (Arten, die nur hier vorkommen). Die Vegetation des Landes ist durch das aride, kontinentale Klima geprägt. Wichtige Vegetationseinheiten des zu 80 Prozent durch Ebenen gekennzeichneten Landes sind trockene, halbwüstenartige Formationen, lokal chul genannt, in den Ebenen und Hügelland bis etwa 450 bis 500 m Höhe, mit Saxaul-„Wäldern“, Artemisia- und Salsola-Steppen, sowie grasreiche Steppen-Vegetation, lokal adyr genannt. In den Gebirgen finden sich auch Wälder (lokal tau), vorherrschend mit Wacholder-Arten (Juniperus seravschanica, Juniperus semiglobosa, Juniperus turkestanica), seltener mit sommergrünen Laubbäumen wie Walnuss. Im Hochgebirge finden sich almartige alpine Matten, lokal yailau, bis in eine Höhe von 4600 Meter. Usbekistan ist ein waldarmes Land, der Waldanteil wurde im Jahr 2014 auf 9.600.000 ha, das sind 21,7 Prozent der Landesfläche, geschätzt. Etwa zehn Prozent der Pflanzenarten des Landes sind Endemiten (378 Arten). In der neuesten vorliegenden Ausgabe der Roten Listen wurden 324 Arten als vom Aussterben bedroht aufgeführt. Besonders artenreich sind in Usbekistan die Gattungen Tragant (Astragalus, 273 Arten), Cousinia (verwandt mit den Kletten, 149 Arten), Lauch (Allium, 137 Arten).
Zu den über 40 Säugetierarten zählen Steppenschafarten, wie das Karakulschaf, Rothirsche, Kropfgazellen, Saigas, Braunbären, Wölfe, Füchse, Luchse, Dachse, Wildschweine und Stachelschweine. Sogar Schneeleoparden sind in den Westausläufern des Tian Shan beheimatet. Der Kaspische Tiger ist heute ausgestorben, durchstreifte aber bis vor wenigen Jahrzehnten das früher grüne Mündungsdelta des Amudarja. Der Gepard ist heute ebenfalls ausgestorben.
Über 400 Vogelarten kommen in Usbekistan vor, darunter beispielsweise Kragentrappen, Wacholderdrosseln, Rebhühner, Stare, Zwergadler, Geier und Falken.
Hinzu kommen etwa 60 Reptilienarten und über 70 Fischarten.

### Umweltproblematik

#### Austrocknung des Aralsees
Die übermäßige Wasserentnahme aus Flüssen zur Bewässerung von Ländereien für den Baumwollanbau verursacht schwere ökologische Schäden und eine massive Bodenversalzung. Dazu kommt ein hoher Eintrag von Düngerückständen, Herbiziden und Pestiziden, der Böden und Grundwasser nachhaltig verunreinigt.
Der Aralsee steht vor seiner Austrocknung, weil seine Zuflüsse seit den Zeiten der UdSSR zu stark für künstliche Bewässerung verwendet wurden. Seine Tiefe halbierte sich, seine Fläche verringerte sich von 66.000 km² auf derzeit etwa 7.000 km² (Stand: 2018). Das Verschwinden des einst riesigen Sees wird das Klima noch trockener machen.
Es bestehen Überlegungen, ob man mittels künstlich hervorgerufenen Regens die derzeitigen jährlichen Niederschläge von 12,2 km³ auf über 20 km³ steigern könnte. Versuche in diese Richtung fanden bereits in den siebziger und achtziger Jahren in der Region des Flusses Piskom bei Taschkent, in der Region Qashqadaryo und im Ferghanatal statt.

#### Bruch des Sardoba-Damms
Am 1. Mai 2020 ist der Damm des Sardoba-Wasserreservoirs in Usbekistan, der erst 2017 in Betrieb genommen wurde, gebrochen. An einem aus Erde gefertigten Abschnitt konnte der Damm der Last der Wassermassen, die bei heftigen Gewittern in der Region Sirdaryo im Osten des Landes niedergegangen waren, nicht standhalten. Laut einer Mitteilung der usbekischen Präsidialverwaltung könne die Katastrophe als eine Folge der globalen Erwärmung und damit einhergehender extremer Wetterereignisse in der Region betrachtet werden und sei auf „starke Regenfälle und Stürme in der Region“ zurückzuführen. Es wird auch die Variante einer „technischen“ Katastrophe in Erwägung gezogen, da der Sardoba-Staudamm erst 2017 in Betrieb genommen worden war und offenbar Sicherheitsstandards nicht erfüllte. Der Dammbruch hat dazu geführt, dass bis zum 3. Mai mehr als 100.000 Menschen in Usbekistan und im benachbarten Kasachstan evakuiert werden mussten und Tausende Hektar Ackerland überflutet wurden. Der Präsident Mirziyoyev beauftragte die Regierung, 9,5 Mio. Euro an die Region Sirdaryo zu überweisen, um die Folgen der Überschwemmungen zu beseitigen und die verletzten Bewohner der Grenzregion (ca. 100 Tsd. Menschen) in Sicherheit zu bringen. Weitere 15 Mio. US-Dollar spendete der in Usbekistan geborene russische Unternehmer Alischer Usmanow.

### Städte
Im Jahr 2023 lebten 51 Prozent der Einwohner Usbekistans in Städten. Die größten Städte Usbekistans sind (Schätzung 1. Jan. 2022):
- Taschkent (Toshkent) (ca. 2,9 Mio. Einwohner)
- Namangan (ca. 661.000)
- Samarkand (Samarqand) (ca. 562.000)
- Andijon (ca. 459.000)
- Nukus (ca. 329.000)
- Fargʻona (ca. 299.000)

## Bevölkerung

### Demografie

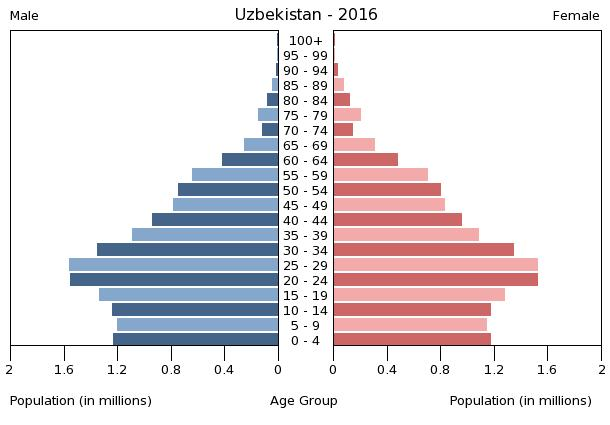
Bevölkerungspyramide Usbekistan 2016

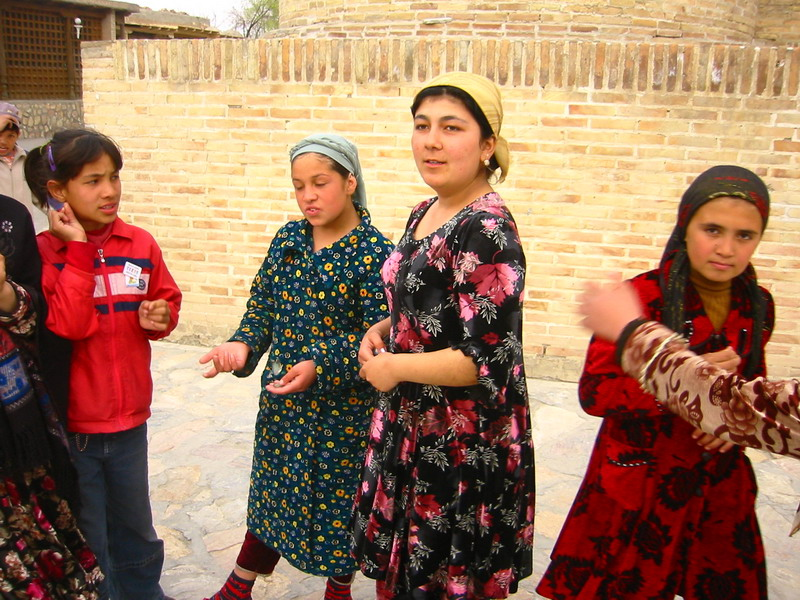
Frauen in Buchara

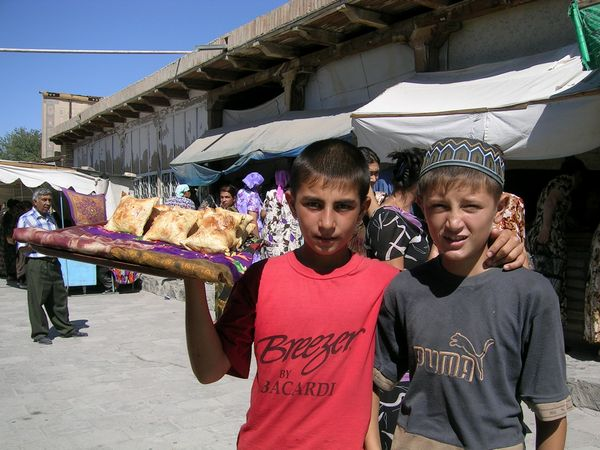
Usbekische Jungen auf einem Basar

Usbekistan hatte zum 1. Januar 2025 35,5 Millionen Einwohner. Das jährliche Bevölkerungswachstum betrug + 1,9 %. Die Anzahl der Geburten pro Frau lag 2020 statistisch bei 2,9. Die Lebenserwartung der Einwohner Usbekistans ab der Geburt lag 2020 bei 70,3 Jahren (Frauen: 72,8, Männer: 67,9). Der Median des Alters der Bevölkerung lag im Jahr 2020 bei 27,8 Jahren. Im Jahr 2020 waren 29,8 Prozent der Bevölkerung unter 15 Jahre, während der Anteil der über 64-Jährigen 4,9 Prozent der Bevölkerung betrug.
Die Bevölkerungsdichte beträgt 78 Einwohner pro km² und entspricht damit knapp einem Drittel der Bevölkerungsdichte in Deutschland. Jedoch verteilt sich die Bevölkerung ungleichmäßig auf das Land: So liegt die Bevölkerungsdichte im Ferghana-Becken bei über 570, in der Viloyat Navoiy hingegen bei nur 8,4 Einwohnern pro km². Das Bevölkerungswachstum liegt bei knapp einem Prozent. Die Migrationsrate ist mit 0,3 Prozent ebenfalls sehr niedrig (Stand: 2009). Bis 2012 stieg die Einwohnerzahl auf 29,6 Millionen und somit die Bevölkerungsdichte auf 66,1 Einwohner pro km².
In Russland lebten 2017 ca. 1.150.000 Personen, die in Usbekistan geboren wurden.
| Jahr | Einwohnerzahl | Jahr | Einwohnerzahl |
| ---- | ------------- | ---- | ------------- |
| 1950 | 06.264.000    | 1990 | 20.462.000    |
| 1960 | 08.549.000    | 2000 | 24.849.000    |
| 1970 | 12.110.000    | 2010 | 28.606.000    |
| 1980 | 15.940.000    | 2020 | 34.232.000    |

### Bevölkerungsstruktur
Die Bevölkerung Usbekistans besteht aus über 100 Völkerschaften, davon nach offiziellen Angaben zu 71 % aus Usbeken, 5,1 % Russen, 5 % Tadschiken, 4,1 % Karakalpaken, 3,2 % Kasachen, 2,7 % Tataren, 2,5 % Koreanern (letztere sind auch bekannt als Korjo-Saram). Zu den kleineren Minderheiten zählen Turkmenen, Uiguren, Wolgadeutsche, Armenier, Mescheten, Aserbaidschaner und Kurden. Die Deutsche Minderheit in Usbekistan (darunter überwiegend Wolgadeutsche) wird auf etwa 8000 Personen geschätzt (Stand 2018, das entspricht noch ⅓ im Vergleich zu 2001). Stalin deportierte in den vierziger Jahren rund 40.000 Wolgadeutsche nach Taschkent.
Ethnische Zusammensetzung der Bevölkerung Usbekistans im Jahr 2021:
- Usbeken 29,2 Millionen Menschen oder 84,4 % der Bevölkerung.
- Tadschiken 1,7 Millionen Menschen.
- Kasachen 821,2 Tausend Menschen.
- Karakalpaken 752,7 Tausend Menschen.
- Russen 720,3 Tausend Menschen.
- Kirgisen 291,6 Tausend Menschen.
- Turkmenen 206,2 Tausend Menschen.
- Tataren 187,3 Tausend Menschen.
- Koreaner 174,2 Tausend Menschen.
- Ukrainer 67,9 Tausend Menschen.
- Armenier 50,2 Tausend Menschen.
- Aserbaidschaner 41,2 Tausend Menschen.
- Weißrussen 18,5 Tausend Menschen.
- Andere Nationalitäten: 376,2 Tausend Menschen[34]

Von tadschikischer Seite wird behauptet, die Anzahl der Tadschiken in Usbekistan sei viel höher als offiziell angegeben. Diese Behauptung wurde in jüngster Zeit auch von einigen internationalen Menschenrechtsorganisationen, wie z. B. Human Rights Watch oder Amnesty International, aufgegriffen. Tatsächlich ist jedoch eine unparteiische Ermittlung des Bevölkerungsanteils der Tadschiken in manchen Landesteilen wie dem Gebiet um die Städte Samarkand und Buchara kaum möglich, da die dortige Bevölkerung traditionell zweisprachig (turk- und persischsprachig oder in heutiger Terminologie usbekisch- und tadschikischsprachig) ist und eine Trennung in zwei verschiedene Völker erst durch die moderne amtliche Terminologie eingeführt worden ist.
Bei offiziellen Erhebungen geben viele Bürger tadschikischer Ethnie die usbekische Volkszugehörigkeit an. Während der Usbekisierung unter Scharaf Raschidow, dem 1959 bis 1982 amtierenden Generalsekretär der Kommunistischen Partei, mussten Tadschiken sich entweder mit der Angabe „Usbeke“ für den Verbleib in ihrer Region, so z. B. in der Stadt Samarkand, oder aber für eine Umsiedlung nach Tadschikistan entscheiden. Dennoch wurden in letzter Zeit immer mehr Diskriminierungen gegen die Tadschiken berichtet. Im Jahre 2000 kam es zu Zwangsvertreibungen und zur Inhaftierung vieler Tadschiken.

### Sprachen
Staatssprache ist das Usbekische, eine Turksprache. In der autonomen Republik Karakalpakistan ist zudem auch die karakalpakische Sprache offizielle Amtssprache. In den Städten Samarkand und Buchara ist die tadschikische (persische) Sprache weit verbreitet, die russische Sprache ist als Verkehrssprache sowie als Sprache der Bildung und Wirtschaft weiterhin von großer Bedeutung. 57 bis 70 Prozent der Bevölkerung sprechen zumindest ein wenig Russisch. In Medresen (Koranschulen) erfolgt der Unterricht zumeist auf Arabisch. Mangels exakter Bevölkerungsstatistiken existieren nur ungenaue Schätzungen über die Anzahl tadschikischer Muttersprachler. In akademischen Kreisen wird von einem Bevölkerungsanteil von bis zu 30 % ausgegangen.
Nach einem Beschluss des usbekischen Parlaments erfolgt seit Mitte der 1990er Jahre der Umstieg vom kyrillischen auf das lateinische Alphabet. De facto sind nun beide Alphabete parallel in Gebrauch. Zudem kam es 1998 zu Bücherverbrennungen und Unterdrückungen persischsprachiger (tadschikischer) Zeitungen und Medien. Gut 50 Prozent der insgesamt rund 1,2 Millionen Schüler erlernen Deutsch als Fremdsprache, die Maximalangabe liegt bei 750.000.

### Religionen

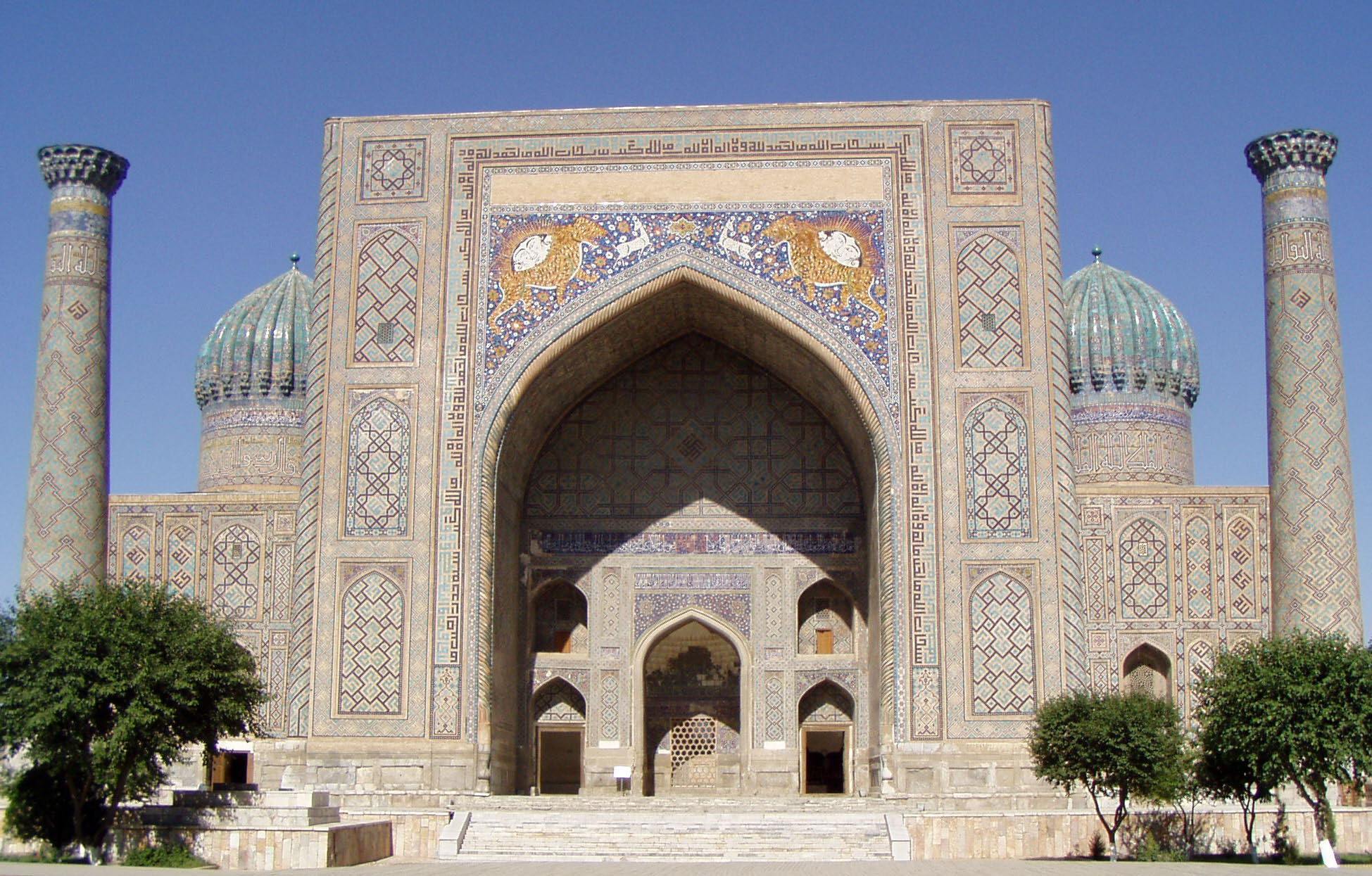
Madrasa „Sherdor“ (erbaut 1619–1636) auf dem Registan in Samarkand

Rund 90 % der Bevölkerung sind sunnitische Muslime, darüber hinaus gibt es schiitische Muslime (vor allem in Buchara und Samarkand). Etwa 8 % sind russisch-orthodox (meist Angehörige der russischen Minderheit). Zu den Christen in Usbekistan zählen Angehörige der Armenisch-Apostolischen Kirche, der römisch-katholischen Kirche, der Evangelisch-Lutherischen Kirche und diverser protestantischer Gemeinden. Ebenso sind Juden (ca. 93.000 Gläubige, siehe Usbekische Juden) vertreten, Buddhisten, Anhänger des Bahaismus und Anhänger der Lehren Krishnas.
Obwohl die Verfassung Säkularismus und Religionsfreiheit vorsieht, werden einzelne (besonders protestantische) Christen und christliche Gemeinden oder Gruppen stark benachteiligt. Der Druck auf usbekische Christen hat über die Jahre zugenommen. Nach dem Weltverfolgungsindex belegt Usbekistan den Platz 21 (Stand August 2021). Auch Amnesty International beklagt die eingeschränkte Religionsfreiheit, vor allem für behördlich nicht zugelassene Gruppen wie die christlich-evangelikalen Gemeinden und schiitische Muslime.
Der Ramadan wird von vermutlich 40 % der Muslime in den Städten und 85 % auf dem Land praktiziert.
Im zentralasiatischen Volksislam finden sich bis heute Einflüsse aus zwei weiteren Religionen, dem monotheistischen Zoroastrismus, der zwischen 1800 v. Chr. und 600 v. Chr. vermutlich in Baktrien entstand, und dem Buddhismus. Ebenfalls verbreitet sind Elemente des Schamanismus und volksislamische Frömmigkeitsformen, was sich beispielsweise in Perlenketten und Amuletten äußert, die vor dem sogenannten Bösen Blick schützen sollen und in Teilen des Landes verbreitet sind.

### Bildung

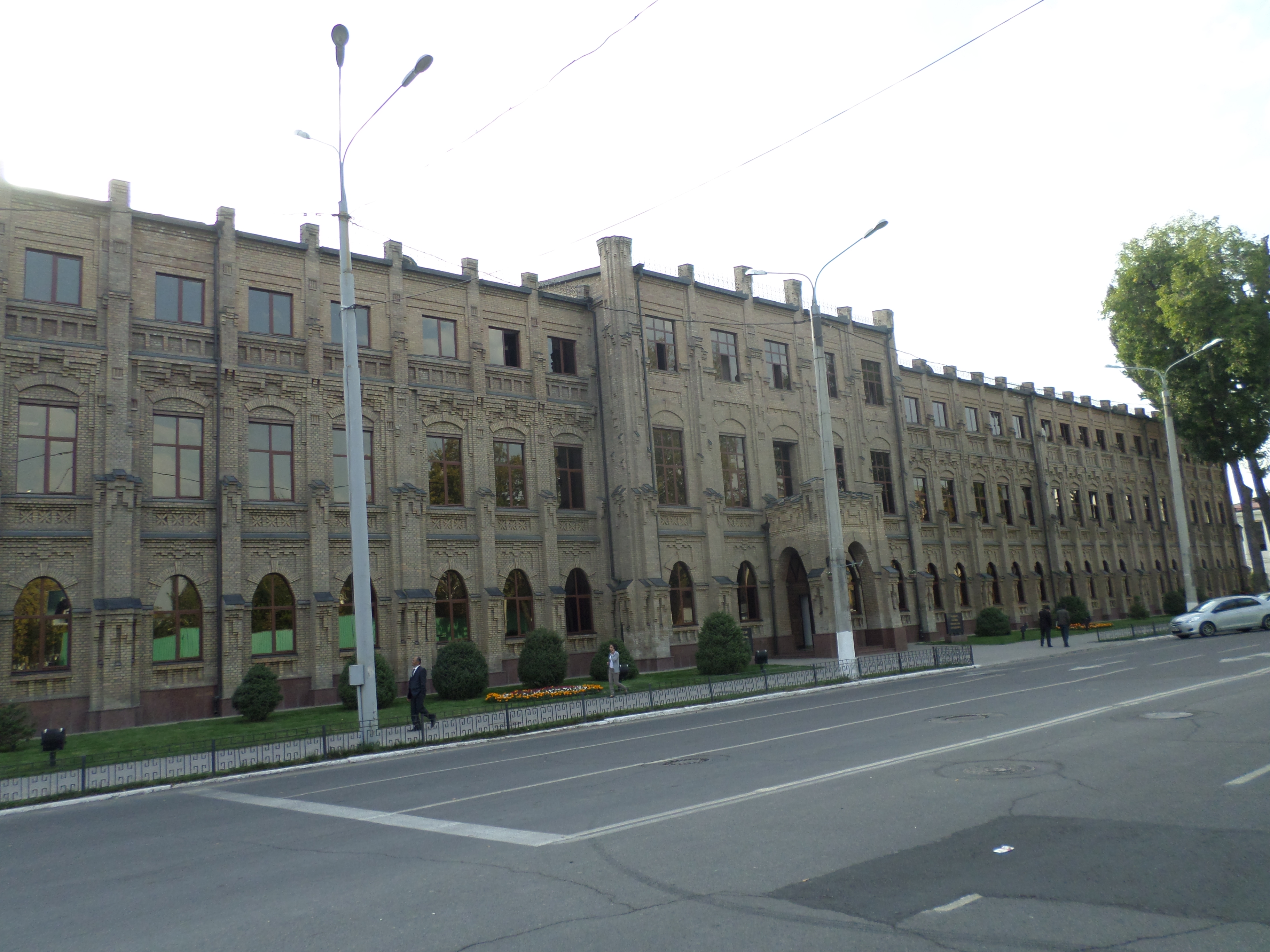
Westminster International University in Taschkent

Das Bildungssystem wurde in den letzten Jahren mehrfach leicht reformiert. Die Dauer der Schulausbildung beträgt zwölf Jahre. Danach gibt es die Möglichkeit des Übertritts an verschiedene Hochschulen und Universitäten. In Taschkent befinden sich zudem auch einige englischsprachige Universitäten. Es gibt dank der kostenlosen Bildung der Sowjetzeit weniger als ein Prozent Analphabeten.
Usbekistan weist eine hohe Alphabetisierungsrate auf: 99,9 % der Erwachsenen über 15 Jahren können lesen und schreiben. Da sich jedoch derzeit nur 76 % der Bevölkerung unter 15 Jahren in der Schule befinden (und nur 20 % der Kinder im Alter von 3 bis 6 Jahren den Kindergarten besuchen), könnte diese Zahl künftig sinken. Die Schüler besuchen die Schule während des Schuljahres von Montag bis Samstag, und die formale Ausbildung endet mit dem Ende der 11. Klasse. Nach Angaben des usbekischen Statistikamts gab es zu Beginn des Schuljahres 2022/2023 10.522 allgemeinbildende Bildungseinrichtungen in Usbekistan. Zu Beginn des Schuljahres 2022/2023 betrug der Anteil der Jungen an den Schülern der allgemeinbildenden Sekundarschulen 51,3 %, während der Anteil der Mädchen 48,7 % betrug.
Die öffentlichen Bildungsausgaben in Usbekistan beliefen sich 2019 auf 5,6 % des BIP und 2021 auf 6,2 %. Von den Gesamtausgaben für Bildung gab die Regierung 2019 den größten Teil für die Sekundarstufe (ca. 65 %), die Vorschulbildung (21 %), die Hochschulbildung (10 %) und die Sekundarstufe II (4 %) aus.
Im Jahr 2023 unterstützte UNICEF die Regierung Usbekistans bei der Entwicklung eines Fahrplans für die Bildungsreform. Dieser soll die Bemühungen von Regierung, Entwicklungspartnern, Lehrkräften, Eltern, Schülern und Schulgemeinschaften bündeln, um die strategischen Ziele einer transformativen, qualitativ hochwertigen Bildung zu erreichen.

### Gesundheit
Die Gesundheitsausgaben des Landes betrugen im Jahr 2019 5,6 % des Bruttoinlandsprodukts. Das Gesundheitssystem des Landes basiert zu weiten Teilen noch auf dem sowjetischen System der staatlichen Polikliniken. Daneben entstand in den neunziger Jahren ein privater Gesundheitssektor. Dieser steht jedoch seit einem Parlamentsbeschluss im September 2009 vor dem Aus. Die Sterblichkeit bei unter 5-jährigen betrug 2021 14,1 pro 1000 Lebendgeburten.

## Geschichte
Usbekistan ist in seiner heutigen Form erst in den 1920er Jahren als Sowjetrepublik entstanden. Der Staatsname leitet sich vom Volk der Usbeken ab, deren Bezeichnung wiederum auf Usbek Khan zurückgeht.

### Vorislamische Zeit

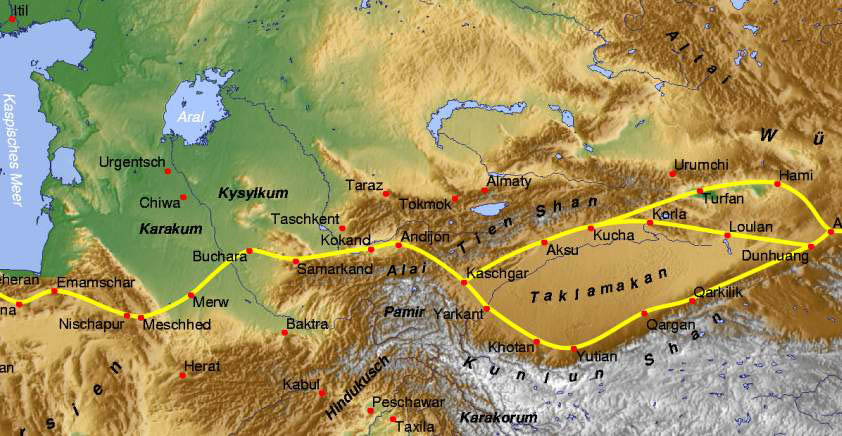
Der Verlauf der Seidenstraße in Zentralasien

Im Jahre 1938 wurden in Teshik-Tosh, gelegen zwischen Termiz und Duschanbe (Tadschikistan), zahlreiche Steinwerkzeuge, Tierknochen und das Skelett eines Kindes entdeckt, das auf die Zeit von 30.000 bis 40.000 v. Chr. datiert werden konnte. Dieser Fund stellte die erste paläolithische Entdeckung Zentralasiens dar.
Unter Dareios I. gelangte ganz Zentralasien unter achämenidische Herrschaft; diese Herrschaft beendete schließlich Alexander der Große durch seinen Kriegszug ins Oxus-Jaxartes-Gebiet. Das Gebiet des heutigen Usbekistan war daraufhin Teil der historischen Landschaft Baktrien. Prägende Einflüsse hinterließ die Seidenstraße, die seit dem Altertum zu einem Teil durch das heutige Gebiet Usbekistans verlief.
Das spätantike Zentralasien (ca. 300 bis 750) war ein politisch zersplitterter Raum: Im Südwesten verlief die Grenze zum Sassanidenreich, andere Gebiete wurden von verschiedenen Gruppen (Reitervölker) kontrolliert (siehe auch Iranische Hunnen).

### Zeit muslimischer Dynastien
Mit Beginn des 8. Jahrhunderts konnte sich infolge des arabischen Eroberungszugs des Qutaiba ibn Muslim der Islam etablieren. Kleine sogdische Herrschaften wurden eingegliedert und 751 gehörte Transoxanien endgültig zur islamischen Welt. Die folgenden Jahrhunderte wurden durch die Samaniden in Buchara (819 bis 1005) bestimmt. Das türkische Element setzte sich durch und die Khane der Karluken regierten als „Kara-Chaniden“ in Buchara.
Ab Mitte des 12. Jahrhunderts herrschten die Choresm-Schahs und die verfeindeten, aus China geflohenen, Kara Kitai.

Das Denkmal des Amir Timur in Taschkent

Im Jahre 1220 drangen die Mongolen in Usbekistan ein. Diese Zeit gilt als sehr unbeständig. Es gab immer wieder Kriege unter den Nomaden. Am Ende dieser Zeit stand der neue, heutige usbekische Volksheld Timur Lenk (auch Tamerlan, in Usbekistan Amir Timur), der sich 1370 zum Herrscher von ganz Transoxanien ausrief und den Titel eines Emirs annahm. Er gilt als Herrscher der Gegensätze, der die Wiederherstellung des Mongolischen Reiches anstrebte und dabei mit äußerster Brutalität vorging. Dennoch gilt er ebenfalls als wichtiger Förderer von Kunst und Literatur, der der Region den Beginn eines kulturellen und wissenschaftlichen Aufschwungs ermöglichte.
In der Dynastie der Timuriden folgte ihm sein Enkel Ulugh Beg, ein bekannter Astronom. Die Timuriden herrschten noch bis Anfang des 16. Jahrhunderts. Erst danach begann die Zeit der eigentlichen Usbeken, eines Turkvolks, das ursprünglich aus (West-)Sibirien stammte.
Die Zeit der usbekischen Khanate, mit dem noch bis 1600 zunehmenden Karawanenhandel, gilt als eine Blütezeit der Kultur und Wissenschaft. Im 17. Jahrhundert erlebte das Land unter der Dynastie der Dschaniden (1599–1785) eine außergewöhnliche Stabilität. Die Dschaniden-Dynastie gilt als sehr muslimisch geprägt und förderte den Bau einer Vielzahl von Moscheen und Medresen.
Mit dem frühen 18. Jahrhundert begann eine Zeit der inneren Probleme und Unruhen. Das 1710 gegründete Khanat von Kokand etablierte sich 1740 in Buchara und bezwang den dort herrschenden Khan. Das Gebiet des heutigen Usbekistans bestand zu dieser Zeit überwiegend aus den beiden Khanaten Chiwa und Kokand sowie dem Emirat Buchara.

### Russische und sowjetische Herrschaft

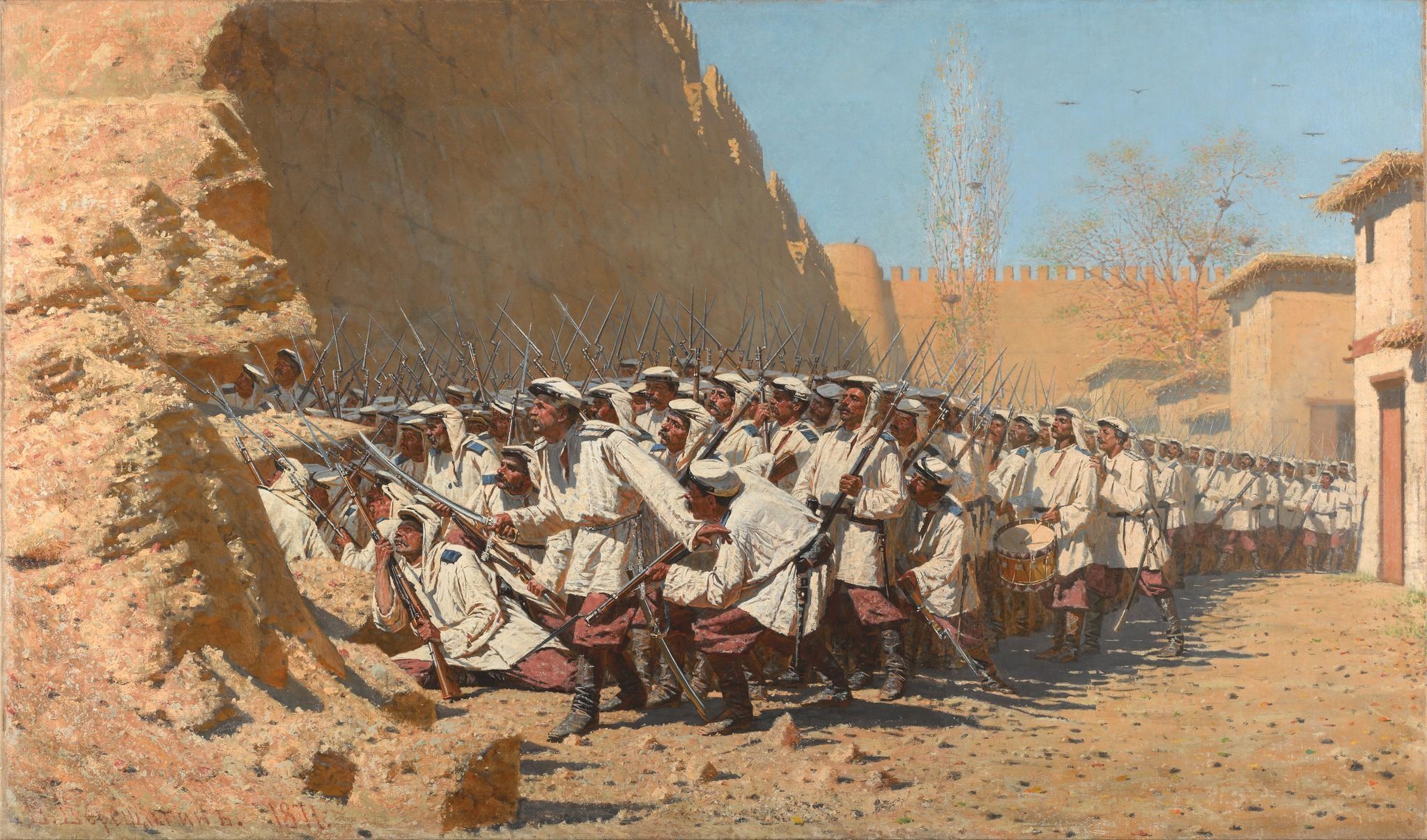
Angriff der Russen auf Chiwa im Jahre 1871

Flagge der Usbekischen SSR (1924–1991)

Im 19. Jahrhundert begann das Great Game ‚Großes Spiel‘ zwischen dem Vereinigten Königreich und dem Russischen Reich um die Vorherrschaft in Zentralasien. Russland erlangte schließlich die Kolonialherrschaft über Usbekistan. 1868 zeigte sich schließlich die militärische Überlegenheit Russlands gegenüber dem Emirat Buchara und dem Khanat Chiwa. Diese blieben allerdings als eigenständige Staaten unter russischem Protektorat bestehen. Das Khanat Kokand wurde hingegen vollständig vom Russischen Reich annektiert. Unter russischer Herrschaft wurden die Gebiete in Zentralasien zum Generalgouvernement Turkestan zusammengefasst. Die Hauptstadt wurde Taschkent, die heutige Hauptstadt Usbekistans.
Im Jahre 1918, nach der Machtübernahme durch die Bolschewiki, wurde aus dem vormaligen Generalgouvernement Turkestan die Turkestanische Autonome Sozialistische Sowjetrepublik innerhalb der Russischen SFSR gebildet. Im Khanat Chiwa und im Emirat Buchara wurden 1920 die Volksrepubliken Choresmien und Buchara ausgerufen. Der gestürzte Emir Said Alim Khan von Buchara und seine Verbündeten wurden erst nach Afghanistan vertrieben und schließlich besiegt.
1924/1925 wurde aus der Autonomen Sozialistischen Sowjetrepublik Turkestan und den beiden Volksrepubliken Choresmien und Buchara die Usbekische Sozialistische Sowjetrepublik (Usbekische SSR). Diese erhielt 1925 den Mitgliedsstatus der Sowjetunion. Tadschikistan wurde 1929 als selbständige Tadschikische SSR ausgegliedert, die Karakalpakische Autonome Sozialistische Sowjetrepublik (Karakalpakische ASSR) hingegen in Usbekistan eingegliedert. Erste Hauptstadt der Usbekischen SSR war Samarkand; erst 1930 ging dieser Status an Taschkent über. Das aktive und passive Frauenwahlrecht wurde 1938 eingeführt.
1963 wurden 40.000 km² von der Kasachischen SSR an die Usbekische SSR übertragen; Usbekistan in seinen heutigen Grenzen war entstanden.
In den 1930er Jahren fiel ein Großteil der rekrutierten einheimischen Parteiführung den Säuberungen Stalins zum Opfer. Es entstand eine stalinistische Partei- und Staatsbürokratie. Die Jahre 1941 bis 1945 waren vom Deutsch-Sowjetischen Krieg geprägt; die Stalin-Ära endete 1953.
Von 1959 bis 1983 war Scharaf Raschidow erster Sekretär des Zentralkomitees der Kommunistischen Partei Usbekistans und damit de facto Regierungschef.
Am 24. März 1990 wurde Islom Karimov Staatspräsident Usbekistans.

### Unabhängigkeit

Unabhängigkeitsdenkmal in Taschkent: Usbekistans Umriss erscheint auf dem Globus; die glückliche Mutter, Symbol für das Mutterland, kümmert sich um die Zukunft, das Kind

Am 20. Juni 1991 erklärte das Land seine Unabhängigkeit von der UdSSR. 1991 zerfiel die UdSSR.
Präsident wurde Islom Karimov, der schon seit 1989 erster Parteisekretär in Usbekistan gewesen war und bei der Präsidentschaftswahl in Usbekistan 1991 zum ersten Präsidenten Usbekistans gewählt wurde. Sein Amt als Präsident Usbekistans übte er bis zu seinem Tode 2016 aus.
In den 1990er Jahren gab es wiederholt innere Konflikte, vor allem im Ferghanatal im Osten des Landes. 1999 starben bei einem Bombenattentat in Taschkent 20 Menschen.
Zu einer Serie von Bombenanschlägen kam es 2004. Am 29. März 2004 starben bei einem Selbstmordattentat mindestens 19 Menschen. Am 30. März 2004 lieferte sich eine Gruppe von vermutlich 20 Extremisten ein Feuergefecht mit der Miliz und sprengte sich nahe der Hauptstadt Taschkent in die Luft. Zudem detonierte eine Autobombe vor einem Staudamm. Am 30. Juli 2004 sprengten sich Terroristen nahe der Botschaften Israels und der Vereinigten Staaten in Taschkent in die Luft und töteten acht Menschen. Offizielle usbekische Stellen beschuldigten die Islamische Bewegung Usbekistan, die dem islamischen Fundamentalismus zugeordnet wird.
Die Islamische Bewegung Usbekistan (IBU) kämpfte in den 1990er Jahren hauptsächlich gegen die Korruption und den autoritären Regierungsstil von Islom Karimov. Verbindungen zu anderen Terrorgruppen gab es zunächst nicht. Mit Beginn des Afghanistankrieges 2001 schlug sich die IBU an die Seite der Taliban. 2015 schworen sie dem Islamischen Staat Treue. Dem IS gelang es wiederholt, islamistische Attentäter aus Usbekistan für Terroranschläge in westlichen Großstädten zu rekrutieren.
Usbekistan gehörte, wie alle ehemaligen Sowjetrepubliken, zu den Ländern mit restriktiven Einreisebedingungen. Erst im Juli 2018 wurde für 48 Herkunftsländer ein elektronisches Verfahren zum Beantragen eines Touristenvisums für Usbekistan eingeführt. 2018 und 2019 wurde in mehreren Schritten die Visumfreiheit eingeführt, darunter für alle Staatsbürger der Europäischen Union, Staatsbürger aus dem Schengen-Raum und Staatsbürger weiterer Staaten, darunter der Schweiz, insgesamt heute 64 Staaten und weitere 12 Staaten im E-Visa-Verfahren.

### Die Unruhen vom Mai 2005
Im Mai 2005 wurden in der Stadt Andijon im Ferghanatal während einer Demonstration 400 bis 600 Menschen durch usbekische Militär- und Polizeikräfte erschossen. Die mehrtägigen Unruhen, die neben Andijon auch Qorasuv und andere Städte nahe der Grenze zu Kirgisistan erfassten, wurden vom Regime Karimov den Islamisten der Hizb ut-Tahrir ‚Partei der Befreiung‘ zugeschrieben und deren Bekämpfung als Kampf gegen den Terror ausgegeben. Vermutlich wurden sie aber durch soziale und politische Ursachen wie hohe Arbeitslosigkeit, Wohnungsnot, Armut und politische Unterdrückung ausgelöst.
Die Europäische Union (EU) äußerte sich zunächst nicht zu den Vorfällen. Später erließ die EU aber ein Exportverbot von Waffen nach Usbekistan und ein Einreiseverbot für hohe usbekische Politiker in die EU. Die Sanktionen wurden Ende 2007 gelockert und bis auf das Waffenembargo im Oktober 2008 aufgehoben. Im Oktober 2009 wurde auch das Waffenembargo aufgehoben.

## Politik

### Verfassung
Nach der Verkündung der Unabhängigkeit Usbekistans wurden binnen Kurzem die Rechtsgrundlagen des neuen Staates geschaffen. Die Verfassung Usbekistans ist auf Demokratie, Rechtsstaatlichkeit und Marktwirtschaft mit sozialen Garantien und Grundrechtsschutz ausgerichtet. Die praktische Umsetzung der Verfassung durch die Politik ist jedoch heftiger Kritik wegen mangelnder Rechtsstaatlichkeit und erheblicher Demokratiedefizite ausgesetzt.

### Staatspräsident

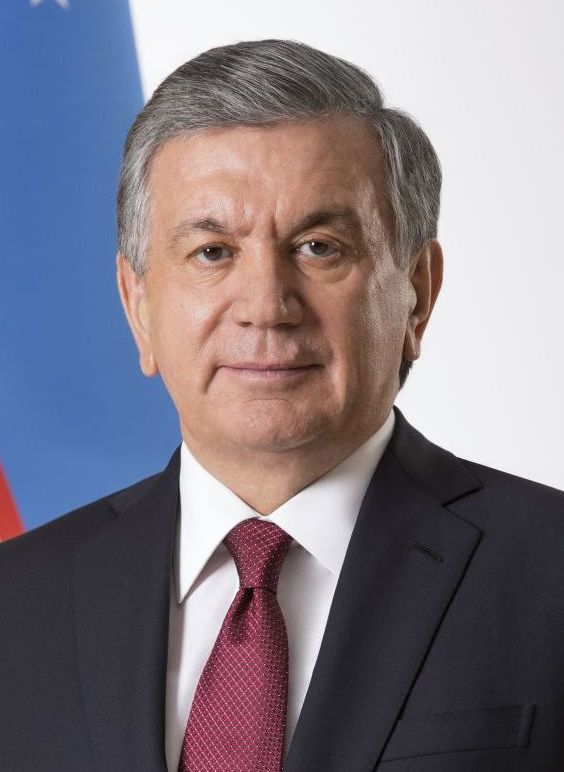
Präsident Shavkat Mirziyoyev

Aus den ersten direkten Präsidentschaftswahlen am 29. Dezember 1991 ging Islom Karimov mit 86 Prozent der Stimmen als Sieger hervor und wurde erster Präsident der unabhängigen Republik Usbekistan. Seine Amtszeit wurde am 26. März 1995 in einem Referendum bis zum Jahr 2000 verlängert. Am 9. Januar 2000 ließ er sich mit 91,9 Prozent für eine weitere Amtszeit bestätigen. Die Abstimmung wurde von vielen Staaten als nicht frei und wenig demokratisch kritisiert. Der einzige Gegenkandidat erklärte, er habe selbst für den Präsidenten gestimmt. In einem Referendum am 27. Januar 2002 ließ Karimov sich erneut seine Amtszeit bis zum Dezember 2007 verlängern.
Obwohl Artikel 90 der usbekischen Verfassung vorsieht, dass die fünfjährige Amtszeit des Präsidenten nur einmal verlängert werden kann, ließ sich Karimov in weiteren Wahlen wieder bestätigen, wobei die Gegenkandidaten sich teilweise sogar für den Amtsinhaber aussprachen. Die Organisation für Sicherheit und Zusammenarbeit in Europa (OSZE) erklärte, dass die Wahl 2007 zahlreiche Kriterien für demokratische Wahlen nicht erfüllt habe. Islom Karimov war bis zu seinem Tod am 2. September 2016 Präsident Usbekistans. Am 8. September 2016 wurde der Premierminister Shavkat Mirziyoyev zum Interimspräsidenten ernannt. Seit dem 14. Dezember 2016 ist Mirziyoyev der Präsident von Usbekistan. Durch ein Referendum am 30. April 2023, das den Wahlbeobachtern der Organisation für Sicherheit und Zusammenarbeit in Europa (OSZE) zufolge nicht den Anforderungen an eine freie Wahl genügte, ließ sich Schawkat Mirsijojew eine Verfassungsänderung genehmigen, die die Amtszeit des Präsidenten auf sieben Jahre verlängert und die es Mirziyoyev ermöglicht, bis 2040 an der Macht zu bleiben.

### Parlament
| Zusammensetzung des Senats – Obere Kammer | Sena- toren |
| ----------------------------------------- | ----------- |
| ernannt durch Staatspräsident             | 016         |
| gewählt durch Provinzräte                 | je 6        |
| gewählt durch Rat der Stadt Taschkent     | 006         |
| gewählt durch Rat Karakalpakistans        | 006         |

| Ergebnisse der Parlamentswahl 2005 – Untere Kammer | Sitze |
| -------------------------------------------------- | ----- |
| Liberal-Demokratische Partei                       | 0040  |
| Milliy tiklanish (demokratisch)                    | 0029  |
| Volksdemokratische Partei                          | 0028  |
| Adolat (sozialdemokratisch)                        | 0010  |
| sonstige oder parteienlos                          | 0013  |

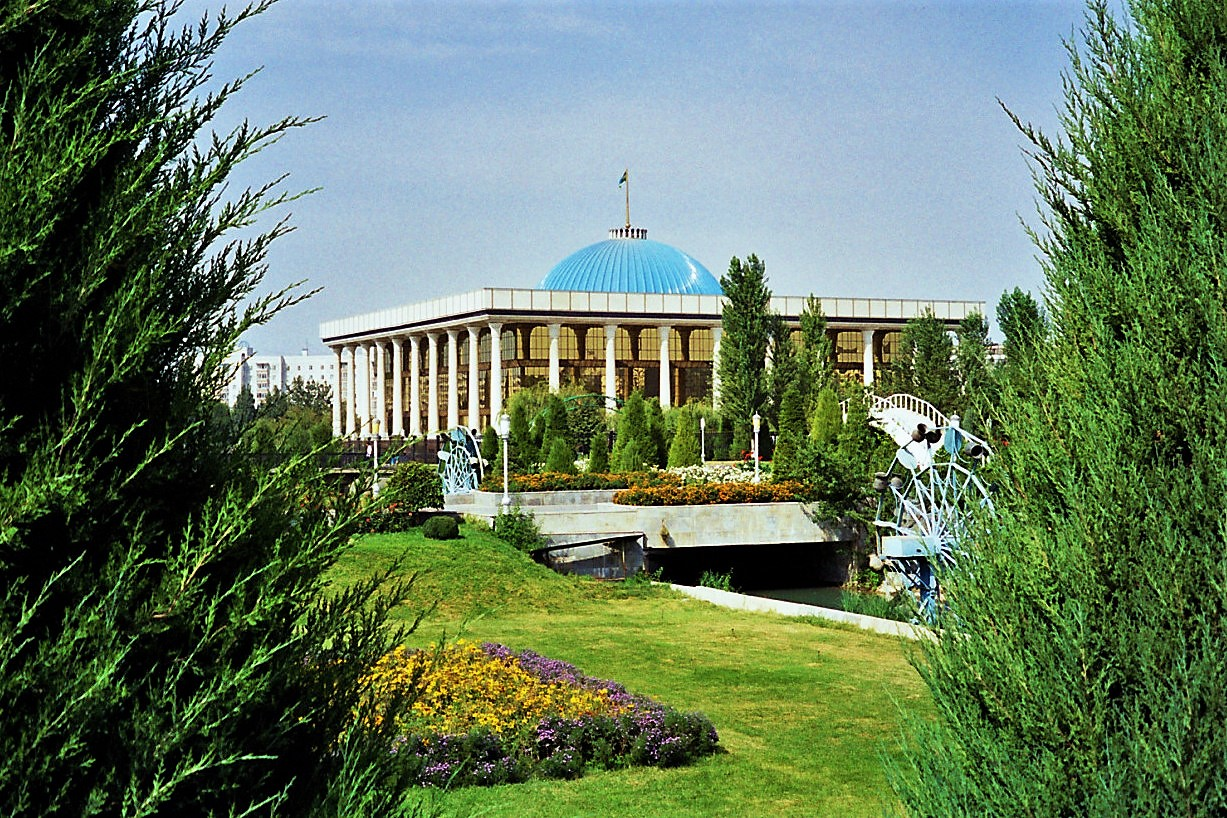
Gebäude des Oliy Majlis (Parlamentsgebäude) in Taschkent

Ein wichtiger Schritt auf dem Weg zur Demokratie war die Wahl des Oliy Majlis am 25. Dezember 1994, des ersten auf dem Mehrparteienprinzip basierenden Parlaments in der Geschichte Usbekistans. Seitdem erfolgten zwei Neuwahlen des Parlamentes, die erste davon im Dezember 1999. Das jetzige Parlament wurde am 26. Dezember 2004, mit Stichwahlen im Januar 2005, gewählt. Die nächsten Neuwahlen fanden am 27. Dezember 2009 statt.
Gemäß der Verfassung der Republik Usbekistan ist das Oliy Majlis das höchste repräsentative Staatsorgan, das die gesetzgebende Funktion wahrnimmt.
Bis zu den Wahlen 2004 war das Oliy Majlis ein Einkammer-Parlament. Es setzte sich aus 250 Abgeordneten zusammen, die in den territorialen Ein-Mandat-Wahlbezirken für die Dauer von fünf Jahren gewählt wurden. Seit dem 26. Dezember 2004 gibt es in Usbekistan ein Zweikammerparlament. Zusammengesetzt ist es aus der unteren, gesetzgebenden Kammer mit 120 Abgeordneten, gewählt auf fünf Jahre, und der oberen Kammer, dem Senat mit 100 Senatoren. 16 Senatoren werden vom Präsidenten ernannt, die anderen, sechs pro Gebiet, werden von den jeweiligen Provinzräten, dem Rat der Stadt Taschkent und dem Rat Karakalpakistans gewählt.
Die Abgeordneten sind in fünf Parteifraktionen und zwei Blöcken vereinigt: Die Fraktion der Volksdemokratischen Partei Usbekistans, die Fraktion der National-demokratischen Partei Fidokorlar, die Fraktion der Sozialdemokratischen Partei Adolat, die Fraktion der Partei Milliy tiklanish, die Fraktion der Partei des Heimatsfortschritts, dem Block, der aus den lokalen Verwaltungsorganen gewählten Abgeordneten und dem Block der Wählergruppeninitiativen besteht.
Das Parlament hat zwölf Ausschüsse und vier Kommissionen für sämtliche Bereiche des gesellschaftspolitischen und sozialökonomischen Lebens.
Die Leitung des Oliy Majlis üben der Vorsitzende und seine drei Stellvertreter aus, die aus den Reihen der Abgeordneten für die ganze Legislaturperiode gewählt werden. Einer der Stellvertreter des Vorsitzenden des Oliy Majlis ist ein Vertreter der Republik Karakalpakistan, der gegenwärtig der Vorsitzende des Joqargʻı Kenʻes, des Parlaments Karakalpakistans, ist.
Um die Arbeit des Oliy Majlis zu organisieren und andere Vollmachten gemäß der Gesetzgebung auszuüben, ist der Kengash (Rat) des Oliy Majlis eingesetzt. Er besteht aus dem Vorsitzenden des Oliy Majlis, seinen Stellvertretern, den Vorsitzenden der Ausschüsse und Kommissionen sowie den Vorsitzenden der Parteifraktionen und Abgeordnetenblöcke.

### Politische Indizes
| Name des Index                     | Indexwert    | Weltweiter Rang | Interpretationshilfe | Jahr |
| ---------------------------------- | ------------ | --------------- | --- | ---- |
| Fragile States Index               | 64,8 von 120 | 96 von 179      | Stabilität des Landes: Warnung 0 = sehr nachhaltig / 120 = sehr alarmierend Rang: 1 = fragilstes Land / 179 = stabilstes Land | 2024 |
| Demokratieindex                    | 2,1 von 10   | 146 von 167     | Autoritäres Regime 0 = autoritäres Regime / 10 = vollständige Demokratie                                                      | 2024 |
| Freedom in the World Index         | 12 von 100   | —               | Freiheitsstatus: unfrei 0 = unfrei / 100 = frei                                                                               | 2024 |
| Rangliste der Pressefreiheit       | 35,2 von 100 | 148 von 180     | Sehr ernste Lage für die Pressefreiheit 100 = gute Lage / 0 = sehr ernste Lage                                                | 2025 |
| Korruptionswahrnehmungsindex (CPI) | 32 von 100   | 121 von 181     | 0 = sehr korrupt / 100 = sehr sauber                                                                                          | 2024 |

### Innenpolitik und Menschenrechtssituation

#### Regierungszeit von Islom Karimov
Die Innenpolitik des Landes wurde während der 25-jährigen Regierungszeit 1991–2016 des Präsidenten Karimov praktisch vollständig vom Präsidenten bestimmt, der auch einen erheblichen Einfluss auf das Parlament hatte. Usbekistan hatte unter seiner Herrschaft den Ruf, einer der repressivsten Staaten der Welt zu sein. Öffentliche Proteste der Opposition wurden mit massiver Gewalt unterdrückt. Bei den Unruhen im Mai 2005 gab es nach Schätzungen von Menschenrechtsaktivisten und westlichen Beobachtern – eine unabhängige Presse existiert in Usbekistan nicht – etwa 500 Todesopfer durch Polizeigewalt.
Zahlreiche Oppositionelle gingen nach Amtsantritt Islom Karimovs bereits in den frühen 1990er-Jahren ins Exil, etliche mussten für mehrere Jahre ins Gefängnis, andere sind verschwunden. De facto existiert keine Opposition in Usbekistan, denn nahezu alle Oppositionelle leben im Ausland. Inländische Oppositionelle müssen mit schweren Repressalien rechnen. Kritische ausländische Webseiten werden in Usbekistan blockiert.
2004 saßen nach Angaben von Human Rights Watch ca. 7000 politisch und religiös verfolgte Menschen in Haft.
Die Todesstrafe ist in Usbekistan offiziell seit dem Jahr 2008 abgeschafft. Dennoch werden nach Angaben der International Crisis Group in Usbekistan Menschen in den Gefängnissen zu Tode gefoltert. Human Rights Watch sieht „Folter tief im Strafjustizsystem [von Usbekistan] verwurzelt“. Laut Amnesty International liegen glaubhafte Berichte über routinemäßige und allgegenwärtige Misshandlungen durch Sicherheitskräfte und Sicherheitspersonal vor. Die Täter werden nicht bestraft.

#### Präsidentschaft von Shavkat Mirziyoyev ab 2016
Seit dem Tod Karimovs und der Amtsübernahme des neuen Präsidenten Shavkat Mirziyoyev im Dezember 2016 mehrten sich die Anzeichen für eine sich abzeichnende politische Liberalisierung. Die unter Karimov extrem angespannten Beziehungen zu den Nachbarstaaten verbesserten sich, viele politische Gefangene wurden freigelassen, und erstmals besuchte auch der UN-Hochkommissar für Menschenrechte das Land. Die Europäische Bank für Wiederaufbau und Entwicklung, die ihre Aktivitäten wegen der innenpolitischen Verhältnisse vor mehr als einem Jahrzehnt eingestellt hatte, nahm diese wieder auf. Bezeichnend war auch die Reaktion auf die Ermordung des Studenten Jasurbek Ibragimov, der am 1. Juni 2017 in Taschkent verstarb. Hier kam es zu spontanen Protesten aus der Zivilgesellschaft, die die Aufklärung des Falles verlangten. Die staatlichen Kräfte unterdrückten diese nicht, wie zu Karimov-Zeiten, sondern unterstützten deren Forderung nach Aufarbeitung des Verbrechens.
Unklar ist allerdings, ob der Kurs der Liberalisierung beibehalten wird, oder ob dieser nur ein taktisches Manöver von Mirziyoyev ist, solange dieser noch nicht seine Machtbasis konsolidiert hat. Der vorsichtige Öffnungskurs des neuen Präsidenten weckte auch Hoffnungen für die Entwicklung der Pressefreiheit in Usbekistan. Doch die Stimmung kippte, als Churschid Mirsachidow, erst seit Februar 2017 Leiter der Nationalen Gesellschaft des usbekischen Radios und Fernsehens, Anfang August desselben Jahres von Mirziyoyew wegen einer kritischen Sendung über den verstorbenen Islom Karimow entlassen wurde. Die usbekische Agentur für Presse und Information kündigte daraufhin an, hart gegen die Privatmedien vorzugehen. Generaldirektor der Agentur Lasis Tangrijew erklärte: „Wir werden für die, die unserer Kultur schaden, keine Gnade haben.“

### Außenpolitik

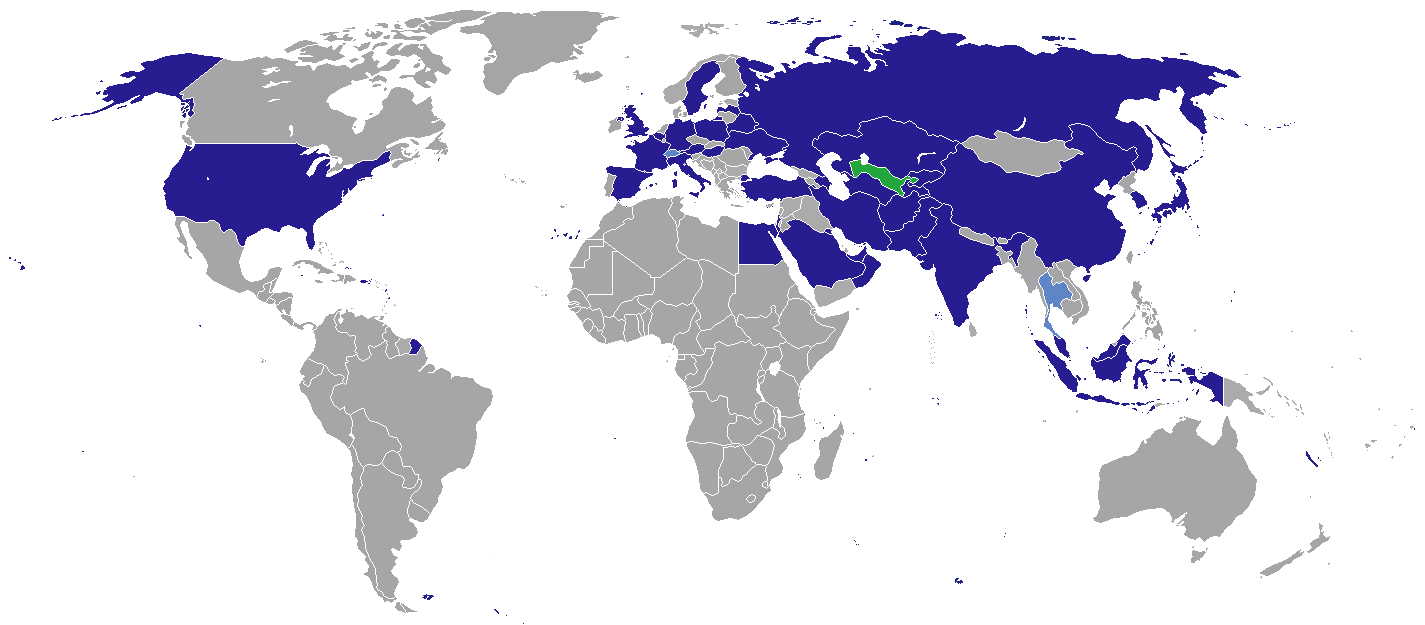
Standorte der diplomatischen Vertretungen Usbekistans

Usbekistan unterhält politische Beziehungen zu mehr als 100 Ländern und hat diplomatische Vertretungen in über 40 Ländern; darunter sind zwei Vertretungen in Deutschland. In Taschkent gibt es über 50 Botschaften, darunter ist auch die Deutsche Botschaft in Usbekistan.

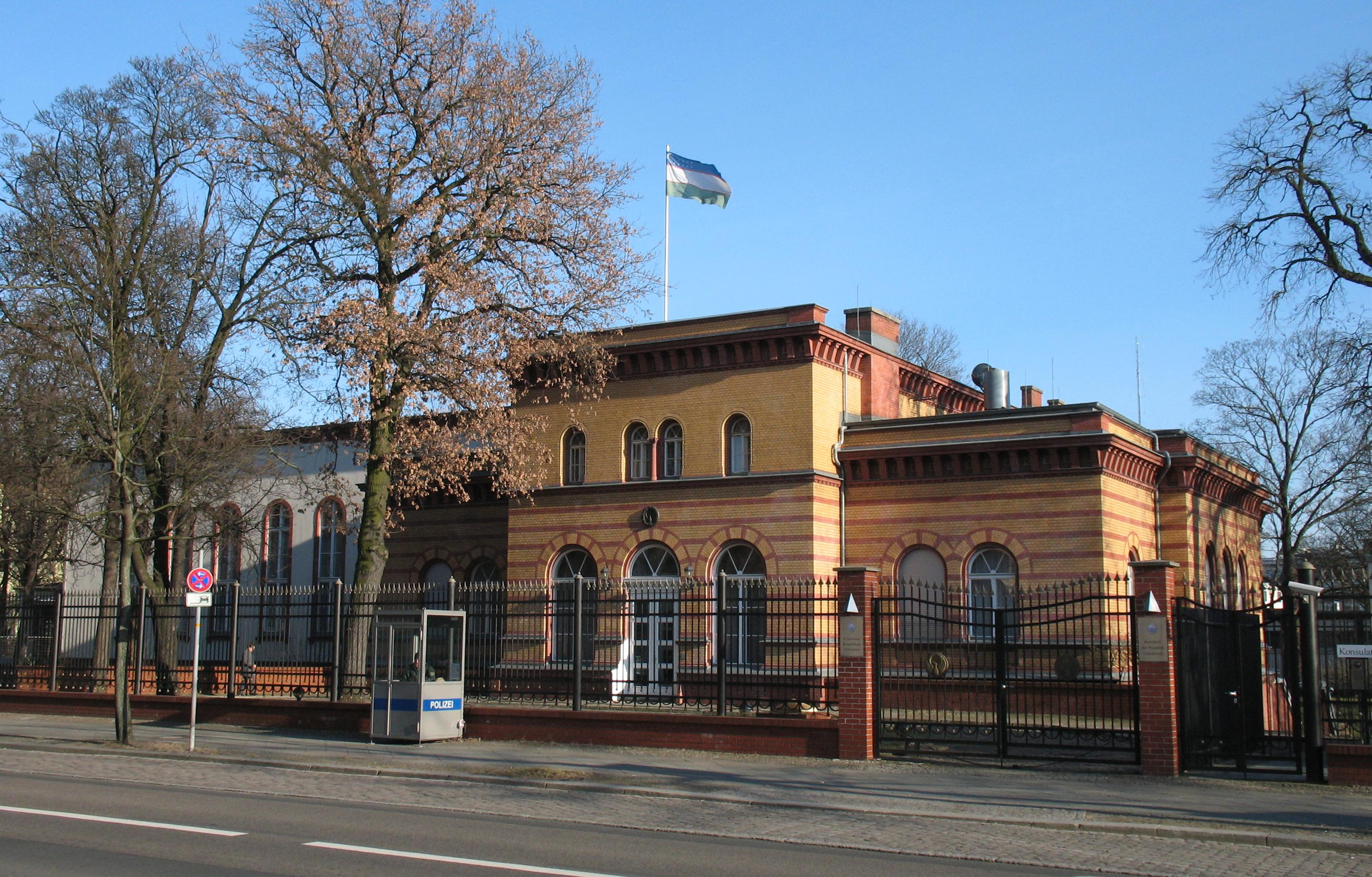
Usbekische Botschaft in Berlin

Usbekistan bemühte sich in den 1990er und in der ersten Hälfte der 2000er Jahre, gute Beziehungen sowohl zu Russland als auch zu den USA und Großbritannien zu unterhalten. Zurzeit haben sich jedoch die Beziehungen zwischen den USA und Usbekistan abgekühlt, da Karimov die amerikanische Militärbasis räumen ließ. Ein Grund dafür war, dass die USA die blutigen Unterdrückungen in Andijon verurteilten. Außenminister ist Vladimir Norov.
Der usbekische Staat sieht sich weiterhin als Teil der weltweiten Anti-Terror-Koalition. Gründe dafür sind die Ereignisse von Andijon im Mai 2005 sowie die versuchten Terroranschläge auf Präsident Karimov in den Jahren zuvor. Der islamische Fundamentalismus wird von Regierungsseite als größte Bedrohung des Landes dargestellt und schon seit längerem bekämpft. Doch oft wird dies als Rechtfertigung dazu genutzt, unschuldige, meist lediglich nicht regierungstreue Personen zu inhaftieren.
Aus der Unterstützung des weltweiten Kampfes gegen Terrorismus resultierte auch die Nutzung des Lufttransportstützpunktes Termiz durch etwa 80 deutsche Bundeswehrsoldaten, die dort zur logistischen Unterstützung des ISAF-Einsatzes in Afghanistan bis 2015 stationiert waren.
Unterstützung erhielt Usbekistan zuletzt 2002 sowohl von der US-Regierung, die 202 Millionen Euro für dessen Armee und Sicherheitseinheiten überwiesen, als auch von dem damaligen deutschen Außenminister Joschka Fischer, der sich mehrfach sehr wohlwollend gegenüber dem Regime äußerte.

#### Mitgliedschaften
- Vereinte Nationen (UNO)
- Shanghaier Organisation für Zusammenarbeit (SOZ)
- Gemeinschaft Unabhängiger Staaten (GUS)
- Organisation für wirtschaftliche Zusammenarbeit (ECO)
- Organisation der Islamischen Konferenz (OIC)
- Organisation für Sicherheit und Zusammenarbeit in Europa (OSZE)
- Türksoy
- Organisation der Turkstaaten

Aus der GUAM (bis dahin GUUAM) und dem Türkisch-Zentralasiatischen Gipfel (OATCT) trat Usbekistan im Mai 2005 aus.
Usbekistan erkennt nahezu alle internationalen Verträge und Vereinbarungen an und ist vielen internationalen Abkommen und Konventionen beigetreten. Ein Beitritt zur Welthandelsorganisation ist bisher noch nicht erfolgt. Usbekistan ist aber Beobachter und befindet sich aktiv in Verhandlungen. Gründe für den bisher nicht erfolgten Beitritt liegen unter anderem in der unzureichenden Verfolgung von Urheberrechtsverletzungen. Im Jahr 2001 erfolgte die Aufnahme in die Shanghai Cooperation Organisation. Mit der EU wird auf Grundlage eines Kooperations- und Partnerschaftsabkommens sowie mit der NATO im Rahmen des Programms Partnerschaft für den Frieden zusammengearbeitet.

#### Wirtschaftsbeziehungen
| Exportländer   | %              | Importländer  | %             |
| -------------- | -------------- | ------------- | ------------- |
| Russland       | 25.3           | Russland      | 27.6          |
| Türkei         | 9.7            | China         | 16.3          |
| Kasachstan     | 7.6            | Südkorea      | 11.5          |
| Bangladesch    | 6.5            | Deutschland   | 6.1           |
| China          | 6.1            | Kasachstan    | 5.4           |
| 10,4 Mrd. US-$ | 10,4 Mrd. US-$ | 7,1 Mrd. US-$ | 7,1 Mrd. US-$ |

Russland, China, Südkorea, Deutschland und Kasachstan sind die fünf wichtigsten Lieferländer Usbekistans. Das Importvolumen betrug im Jahr 2008 sieben Milliarden US-Dollar, das Exportvolumen ca. 10,4 Milliarden US-Dollar. Importiert werden überwiegend Maschinen, Nahrungsmittel und Chemikalien. Hauptexportgüter sind Baumwolle, Gold und Erdgas.
In der zentralen Frage der Währungskonvertibilität hat Usbekistan einen wichtigen Schritt nach vorn unternommen. Seit dem 15. Oktober 2003 gilt volle Konvertibilität. Gleichzeitig versucht die Regierung, makroökonomische Stabilität über eine stark reglementierte Geldpolitik zu erreichen. Mit der außergewöhnlich starken Kontingentierung der Bargeldmenge sollen Wirtschaft und Handel kontrolliert, die Währung stabil gehalten und die Inflation eingedämmt werden. Dies behindert das Wirtschaftsleben. Allerdings gab es 2005 ein Wachstum von sieben Prozent; es ist ein solider Haushalt und ein positiver Außenhandelssaldo erreicht worden. Doch makroökonomische Stabilität bringt noch kein wirkliches Wachstum im Handel und Privatsektor sowie Wohlstand mit sich.

#### Beziehungen zu Russland

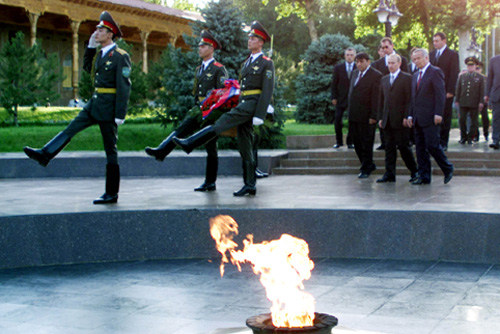
Kranzniederlegung beim Besuch von Wladimir Putin im Mai 2000

Mitte November 2005 haben der russische Präsident Wladimir Putin und sein usbekischer Amtskollege Islom Karimov in Moskau einen militärischen Beistandspakt unterzeichnet. Wie es darin heißt, wird ein militärischer Angriff auf einen der beiden Staaten als „Aggression gegen beide Seiten“ gewertet: „Im Fall einer Aggression gegen eine der Vertragsparteien wird die andere Seite jede notwendige, auch militärische Hilfe anbieten“. Berichten zufolge räumt der Vertrag zudem beiden Ländern das Recht auf eine gegenseitige Nutzung ihrer militärischen Infrastruktur ein. Karimov bezeichnete den Vertrag ausdrücklich als „historisches Abkommen“. „Russland war und bleibt unser treuester Verbündeter.“ Putin würdigte das russische Verhältnis zu Usbekistan in ähnlicher Weise.
Kommentatoren gilt die Vereinbarung als Bestätigung dafür, dass sich Usbekistan in Zukunft in erster Linie an Russland binden und weniger stark an US-Interessen orientieren will. Russland verstärke damit seinen Einfluss in dem zentralasiatischen Land. Für die Seidenstraßenstrategie der USA bedeutet das Abkommen nach Überzeugung vieler Beobachter einen herben Rückschlag (Siehe auch: The Great Game).
Der Russlandkurs von Karimovs Nachfolger Mirziyoyev hat keine nennenswerte Veränderung erfahren. „Die Beziehungen zu Russland waren, sind und werden auch in der Zukunft von strategischer Partnerschaft begleitet sein“ – betonte der usbekische Präsident während seines ersten offiziellen Russland-Besuches in Moskau im April 2017.

#### Beziehungen zu Deutschland
Deutschland ist einer der wichtigsten Partner Usbekistans in Europa. Dies geht unter anderem auf die Tatsache zurück, dass Deutschland einer der wichtigsten Abnehmer von usbekischem Erdgas ist. Der ehemalige deutsche Außenminister und derzeitige Bundespräsident Frank-Walter Steinmeier gilt als politischer Freund Usbekistans und setzte sich auf Ebene der Europäischen Union für ein Ende aller Sanktionen gegen Usbekistan und usbekische Politiker ein. Ende Februar 2008 reiste eine deutsche Delegation unter Führung des damaligen Wirtschaftsministers Glos nach Usbekistan und Turkmenistan. Die etwa 100 Mann starke Delegation wurde durch Diplomaten aus dem Außenministerium und Repräsentanten der Wirtschaft unterstützt. Vertreten waren unter anderem Deutsche Bank, EADS, MAN, RWE, Siemens, Taklog International Transports GmbH, Thyssenkrupp und Wintershall. Bei den bilateralen Gesprächen hatte besonders das Thema Energieversorgung mit Erdgas einen hohen Stellenwert. Ende 2024 unterzeichneten beide Länder ein Migrationsabkommen.
Es gibt etwa 55 deutsche Firmenvertretungen in Usbekistan (etwa 15 mit entsandten Deutschen), darunter Siemens und drei deutsche Banken, die sowohl Baumwollhandel als auch Liefergeschäfte mit Usbekistan finanzieren.

#### Beziehungen zu Kasachstan
Ethnisch, kulturell und historisch betrachtet sind Usbekistan und Kasachstan eng miteinander verbunden. Die Grundlagen der zwischenstaatlichen Beziehungen wurden mit den Verträgen über die „Ewige Freundschaft“ in den Jahren 1997 und 1998 geschaffen.
2006 kam es zum ersten Besuch eines usbekischen Präsidenten in Kasachstan. Während seines letzten Besuches im November 2014 hob der usbekische Präsident Islom Karimow die Bedeutung des Nachbarlandes für sein Land hervor: „Kasachstan ist uns am nächsten stehendes Land und unterstützte das usbekische Volk stets in schwierigen Zeiten.“
Unter den zentralasiatischen Staaten ist Usbekistan der größte Handelspartner Kasachstans. Mehr als zwei Drittel aller kasachischen Importe aus Zentralasien stammen aus Usbekistan.

#### Beziehungen zu Kirgisistan
Das Verhältnis zu Kirgisistan ist seit vielen Jahren politisch angespannt. Parallel zu den im Jahr 2010 ausgebrochenen innenpolitischen Unruhen in Kirgisistan, die den Sturz des Präsidenten Kurmanbek Bakijew zur Folge hatte, eskalierte die Lage in südkirgisischen Provinzen Osch und Dschalal-Abad, wo es zu ethnischen Auseinandersetzungen zwischen Kirgisen und Usbeken gekommen war. Zehntausende Usbeken flüchteten daraufhin nach Usbekistan. Offiziellen Angaben zufolge starben bei den Zusammenstößen 170 Menschen, Medien sprachen von 2000 Todesopfern. Wegen des anhaltenden Flüchtlingsandrangs hatte die usbekische Seite sogar die gemeinsame Grenze geschlossen. Auch Grenzstreitigkeiten wie im Falle des Konflikts um den Ungar-Too belasteten das Verhältnis der beiden Staaten.

### Militär

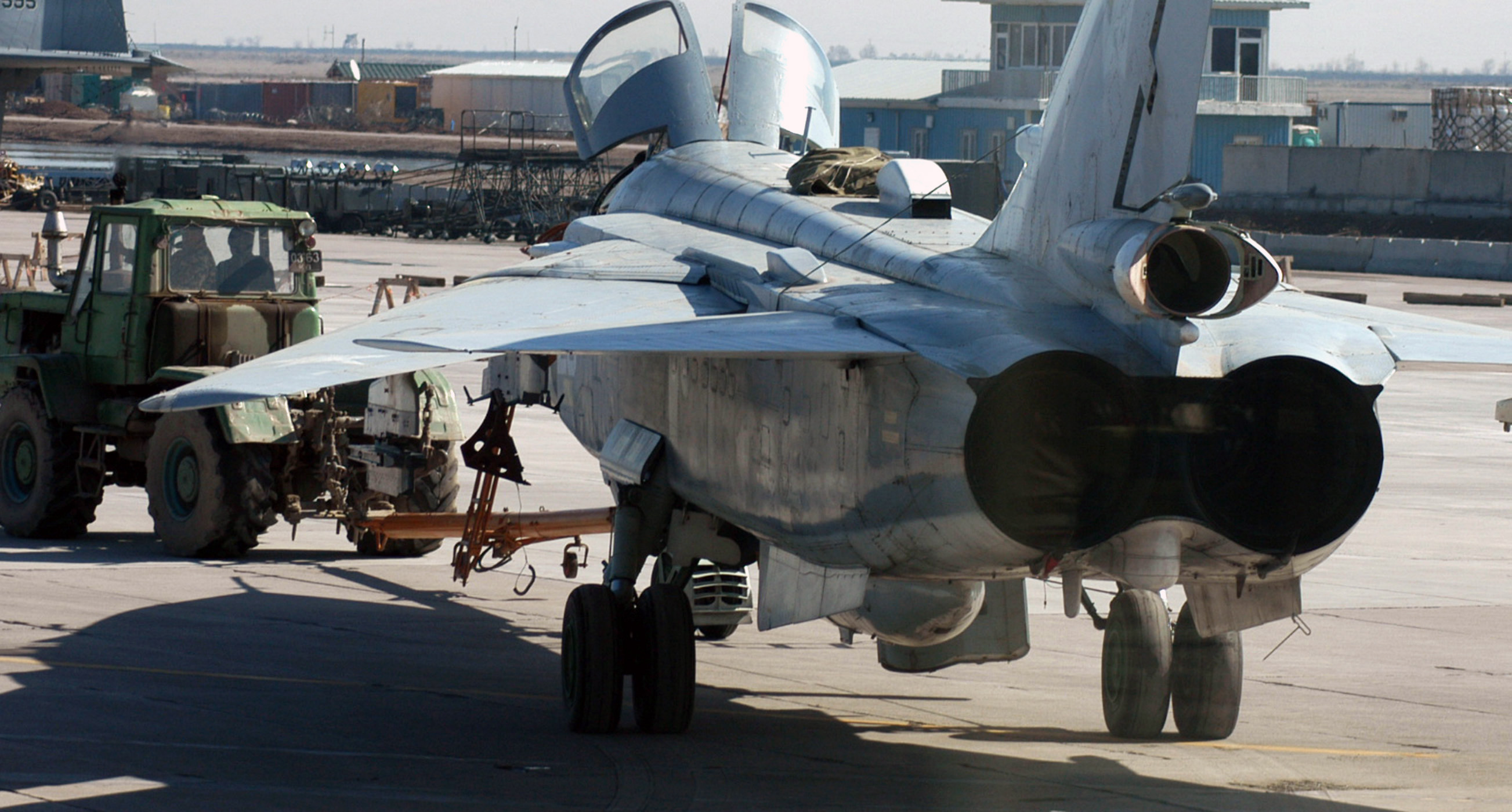
Usbekische Su-24M im Jahr 2005

Usbekistan selbst hat 52.500 Soldaten im Dienst. Die Streitkräfte bestehen aus der Armee, den Luftstreitkräften und den militärischen Sicherheitskräften, die dem Innenministerium unterstehen und nicht mit der Miliz zu verwechseln sind. Darüber hinaus besteht eine Art Nationalgarde, die dem nationalen Sicherheitsdienst unterstellt und für die Sicherheit wichtiger Persönlichkeiten des Landes verantwortlich ist. Marinestreitkräfte besitzt das Land nicht. Laut Verteidigungsgesetz von 1992 ist die Armee eine Verteidigungsarmee. Der derzeitige (Stand April 2014) Verteidigungsminister Usbekistans ist Qobul Raimovich Berdiyev.
Nach den Terroranschlägen vom 11. September 2001 in den Vereinigten Staaten bewilligte die usbekische Regierung auf Anfrage den USA die Stationierung der US-Luftwaffe auf dem Karshi-Khanabad Flughafen im Süden von Usbekistan. Dieser Stützpunkt spielte in der Folge eine wichtige Rolle in der Aufklärung und bei Angriffen auf Al-Qaida-Kämpfer in Afghanistan. Nachdem die Anschläge im Mai 2005 in der Stadt Andijon, bei denen mehr als 400 Zivilisten den Tod fanden, von der US-Regierung verurteilt worden waren, wurden die US-Truppen aufgefordert, den Luftwaffenstützpunkt innerhalb von 180 Tagen zu räumen. Die letzten US-Truppen hatten danach im November 2005 Usbekistan verlassen.
Seit einem Erlass des Staatspräsidenten Karimov im November 2008 findet die Einberufung für den einjährigen Grundwehrdienst nur noch einmal im Jahr statt. Zudem wurde ein Dienst für die Einberufung einer Mobilisationsreserve eingeführt.
In Usbekistan waren von 2002 bis 2015 etwa 100 Soldaten der Bundeswehr stationiert. Die Deutschen nutzten den Stützpunkt Termiz, 500 Kilometer südlich von Taschkent, zur Versorgung der Internationalen Schutztruppe in Afghanistan (ISAF).

### Miliz
Die usbekische Miliz, so die Bezeichnung der Polizei in einigen Staaten der ehemaligen Sowjetunion, ist wegen der in ihren Reihen grassierenden Korruption berüchtigt. Sie genießt daher in weiten Teilen der Bevölkerung keinen guten Ruf. Auf Land- und Zugangsstraßen zu Städten werden in regelmäßigen Abständen Kontrollpunkte aufgebaut. Vorbeifahrende müssen diese Kontrollpunkte langsam passieren und werden teilweise zu genauerer Kontrolle angehalten. Die Autokennzeichen werden oft aufgezeichnet, was eine Kontrolle der Bevölkerung ermöglicht. Innerhalb der größeren Städte stehen am Straßenrand ebenfalls Milizionäre, meist etwa alle zwei- bis fünfhundert Meter. Die ohnehin schon starke Präsenz der Miliz wurde als Folge der Unruhen im Mai 2005 noch weiter ausgebaut.

### Verwaltungsgliederung

UN-Karte

Usbekistan ist in zwölf Viloyate (usbekisch, Pl. viloyatlar; in Sowjetzeiten Oblast, deutsch: Provinz), eine autonome Republik (usbekisch respublika) und eine Stadt (shahar) mit Viloyatrang gegliedert. Die Viloyats und die autonome Republik sind in 157 Kreise (tuman, vgl. Gliederung ehemaliger sowjetischer Föderationssubjekte bzw. Rajons) und 26 kreisfreie Städte gegliedert, die Hauptstadt (mit Viloyatrang) in elf Stadtkreise. Den Kreisen sind insgesamt 91 Städte, 1049 Siedlungen städtischen Typs oder Kleinstädte (shacharcha) sowie 1457 „Landgemeinden“ (qishloq fuqarolar yigʻin, wörtlich „Dorfbürgerversammlung“) unterstellt. 15 städtische Siedlungen und zwölf „Landgemeinden“ sind verschiedenen kreisfreien Städten unterstellt, außerdem eine Stadt (Yangiobod, zur kreisfreien Stadt Angren). Eine städtische Siedlung (Ulugʻbek) ist dem Kreis Mirzo Ulugʻbek der Hauptstadt Taschkent unterstellt (alle Angaben mit Stand 1. Januar 2011).
Der autonomen Republik garantiert die usbekische Verfassung das Recht, per Volksabstimmung eine Loslösung von der Republik Usbekistan zu beschließen. Außerdem stehen ihr eine eigene Verfassung und eigene Gesetze zu, solange sie in Einklang mit der usbekischen Verfassung stehen.
| Viloyat (offizielle Bezeichnung) (deutsche Bezeichnung)                                                                 | Hauptstadt (deutsche Bezeichnung) | Einwohnerzahl 2017 | Kfz-Kennzeichen |
| --- | --------------------------------- | ------------------ | --------------- |
| Stadt Toshkent (Toshkent shahri) (Stadt Taschkent)                                                                      |                                   | 2 424 100          | 01–09           |
| Toshkent (Toshkent viloyati) (Verwaltungsgebiet Taschkent)                                                              | Toshkent (Taschkent)              | 2 829 300          | 10–19           |
| Sirdaryo (Sirdaryo viloyati) (Verwaltungsgebiet Syr-Darja)                                                              | Guliston                          | 0 803 100          | 20–24           |
| Jizzax (Jizzax viloyati) (Verwaltungsgebiet Dschisach)                                                                  | Jizzax                            | 1 301 000          | 25–29           |
| Samarqand (Samarqand viloyati) (Verwaltungsgebiet Samarkand)                                                            | Samarqand (Samarkand)             | 3 651 700          | 30–39           |
| Fargʻona (Fargʻona viloyati) (Verwaltungsgebiet Ferghana)                                                               | Fargʻona (Ferghana)               | 3 564 800          | 40–49           |
| Namangan (Namangan viloyati) (Verwaltungsgebiet Namangan)                                                               | Namangan                          | 2 652 400          | 50–59           |
| Andijon (Andijon viloyati) (Verwaltungsgebiet Andischan)                                                                | Andijon                           | 2 962 500          | 60–69           |
| Qashqadaryo (Qashqadaryo viloyati) (Verwaltungsgebiet Kaschka-Darja)                                                    | Qarshi (Qarshi)                   | 3 088 800          | 70–74           |
| Surxondaryo (Surxondaryo viloyati) (Verwaltungsgebiet Surchan-Darja)                                                    | Termiz (Termez)                   | 2 462 300          | 75–79           |
| Buxoro (Buxoro viloyati) (Verwaltungsgebiet Buchara)                                                                    | Buxoro (Buchara)                  | 1 843 500          | 80–84           |
| Navoiy (Navoiy viloyati) (Verwaltungsgebiet Nawoi)                                                                      | Navoiy                            | 0 942 800          | 85–89           |
| Xorazm (Xorazm viloyati) (Verwaltungsgebiet Choresm)                                                                    | Urganch (Urgentsch)               | 1 776 700          | 90–94           |
| Republik Karakalpakistan (Qoraqalpogʻiston Respublikasi; karak. Qaraqalpaqstan Respublikasi) (Republik Karakalpakistan) | Nukus (karak. Noʻkis)             | 1 817 500          | 95–99           |

## Wirtschaft
In der ehemaligen Sowjetunion war Usbekistan eines der ärmeren Gebiete. Mehr als 60 % der Bevölkerung lebten in schwach besiedelten ländlichen Gemeinschaften.
Usbekistan ist der achtgrößte Baumwollproduzent (Saison 2022/23) und war in den letzten Jahrzehnten der drittgrößte Baumwollexporteur der Welt. In den letzten Jahren wurde die Textilindustrie und -produktion sehr stark erweitert, so dass Usbekistan 2023/24 die immer noch große Menge produzierter Baumwolle vollständig selbst verarbeitet und zum Baumwollimporteur wird. Usbekistan ist weiterhin ein bedeutender Förderer von Erdgas, Gold und Kupfer sowie örtlicher Produzent von chemischen Produkten und Maschinen.
In der Folge der Unabhängigkeit 1991 versuchte die damalige Regierung, die Planwirtschaft nach sowjetischem Muster mit Unterstützungsgeldern und starker Kontrolle von Produktion und Preisen aufzufangen. 1994 begann man aufgrund der starken Inflation, die Wirtschaft zu reformieren. Das Investitionsklima für ausländische Investoren sollte verbessert, die Rolle des Staates langsam zurückgefahren, die Privatisierung weiter vorangetrieben und eine strengere Geldpolitik eingeführt werden. Der Staat ist aber weiterhin ein dominierender Faktor in der usbekischen Wirtschaft und die Reformen sind insoweit fehlgeschlagen, dass sie die dringend gebrauchten strukturellen Veränderungen nicht erbrachten. Der IWF schob 1996 einen 185-Millionen-Dollar-Kredit auf, weil die damalige politische Lage in Usbekistan eine Erfüllung der Fonds-Konditionen unmöglich machte. Aufgrund der Asien- und Russland-Krise wurden der Export und die Geldpolitik weiter gestrafft. Ein Hauptgrund für die derzeitige Stagnation ist die Wirtschaftspolitik, die ausländische Investoren verprellt.
Im Laufe der letzten Jahre ist das BIP laut offiziellen Angaben kontinuierlich um mindestens acht Prozent gewachsen. Im Jahr 2016 lag das Wachstum bei 7,8 Prozent. Im darauffolgenden Jahr ist das Wachstum um 2,5 Prozentpunkte auf 5,3 Prozent zurückgegangen. Gemäß den Angaben der usbekischen Statistikagentur ist das Bruttoinlandsprodukt im Jahr 2018 um 5,1 Prozent gegenüber dem Vorjahr gewachsen. 2019 waren es 5,5 Prozent. Die Inflationsrate stieg gleichzeitig auf 19,2 Prozent gegenüber 14 Prozent im Vorjahr.
Die Arbeitslosenquote lag im Jahr 2020 bei 6,1 %. Von allen 2019 statistisch erfassten Beschäftigten waren 5,7 Millionen im formellen und 7,8 Millionen im informellen Sektor tätig. Seit 2019 forciert die Regierung die Legalisierung von Arbeitsplätzen und gewann dadurch 308.000 mehr Beschäftigte im formellen Sektor. Die Gesamtzahl der Beschäftigten wurde 2017 auf 18,1 Millionen geschätzt; davon sind 41,6 % Frauen.
Die Wertpapierbörse des Landes ist die Tashkent Stock Exchange.
| Jahr                                    | 2010   | 2015  | 2016  | 2017   | 2018   | 2019   | 2020   | 2021   | 2022   | 2023   |
| --------------------------------------- | ------ | ----- | ----- | ------ | ------ | ------ | ------ | ------ | ------ | ------ |
| BIP in Mrd. USD (Kaufkraftparität)      | 142,4  | 218,9 | 234,1 | 248,8  | 263,2  | 281,7  | 283,9  | 316,7  | 359,6  | 396,0  |
| BIP pro Kopf in USD (Kaufkraftparität)  | 5.085  | 7.056 | 7.414 | 7.745  | 8.058  | 8.469  | 8.372  | 9.163  | 10.196 | 10.992 |
| BIP-Wachstum (real)                     | 7,1 %  | 7,2 % | 5,9 % | 4,4 %  | 5,6 %  | 6,8 %  | 1,6 %  | 8,0 %  | 6,0 %  | 6,3 %  |
| Inflation (in Prozent)                  | 12,3 % | 8,5 % | 8,8 % | 13,9 % | 17,5 % | 14,5 % | 12,9 % | 10,8 % | 11,4 % | 10,0 % |
| Staatsverschuldung (in Prozent des BIP) | 7 %    | 10 %  | 8 %   | 17 %   | 17 %   | 25 %   | 34 %   | 32 %   | 31 %   | 33 %   |

### Landwirtschaft

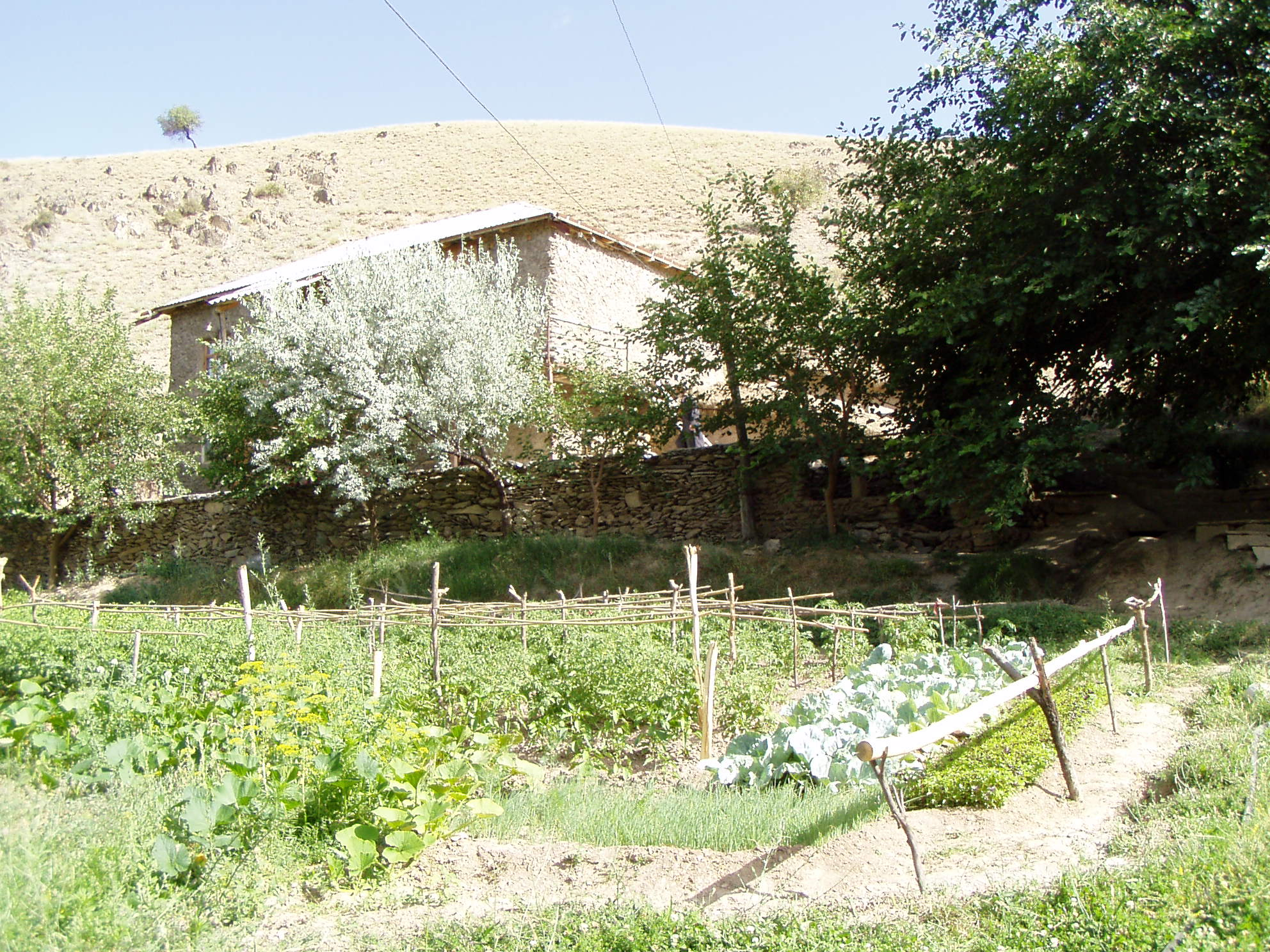
Obst- und Gemüseanbau im Bergdorf Hayat (Nuratau-Gebirge)

Die wichtigsten landwirtschaftlichen Anbaugebiete sind das dicht besiedelte Ferghana-Becken im Osten und die Regionen um die Städte Taschkent, Samarkand und Buchara. Ca. 50 % der landwirtschaftlichen Nutzfläche dienen 2023/24 dem Anbau von Baumwolle. Weite Teile der Anbauflächen müssen künstlich bewässert werden. Dies führt zu massiven Problemen der Bodenversalzung und zum baldigen Austrocknen des Aralsees. Zur Abhilfe wird mittlerweile verstärkt Tropfbewässerung eingesetzt.

#### Acker- und Gartenbau
In Usbekistan werden verschiedenste Getreide-, Gemüse- und Obstsorten angebaut. Besonderer Beliebtheit, auch weit über die Landesgrenzen hinweg, erfreuen sich die usbekischen Kürbisse. Seit einer Reduzierung der Anbauflächen für Baumwolle nimmt der Acker- und Gartenbau zu. Die meisten Agrarprodukte werden direkt auf den lokalen Märkten angeboten und kaum exportiert.

#### Baumwolle

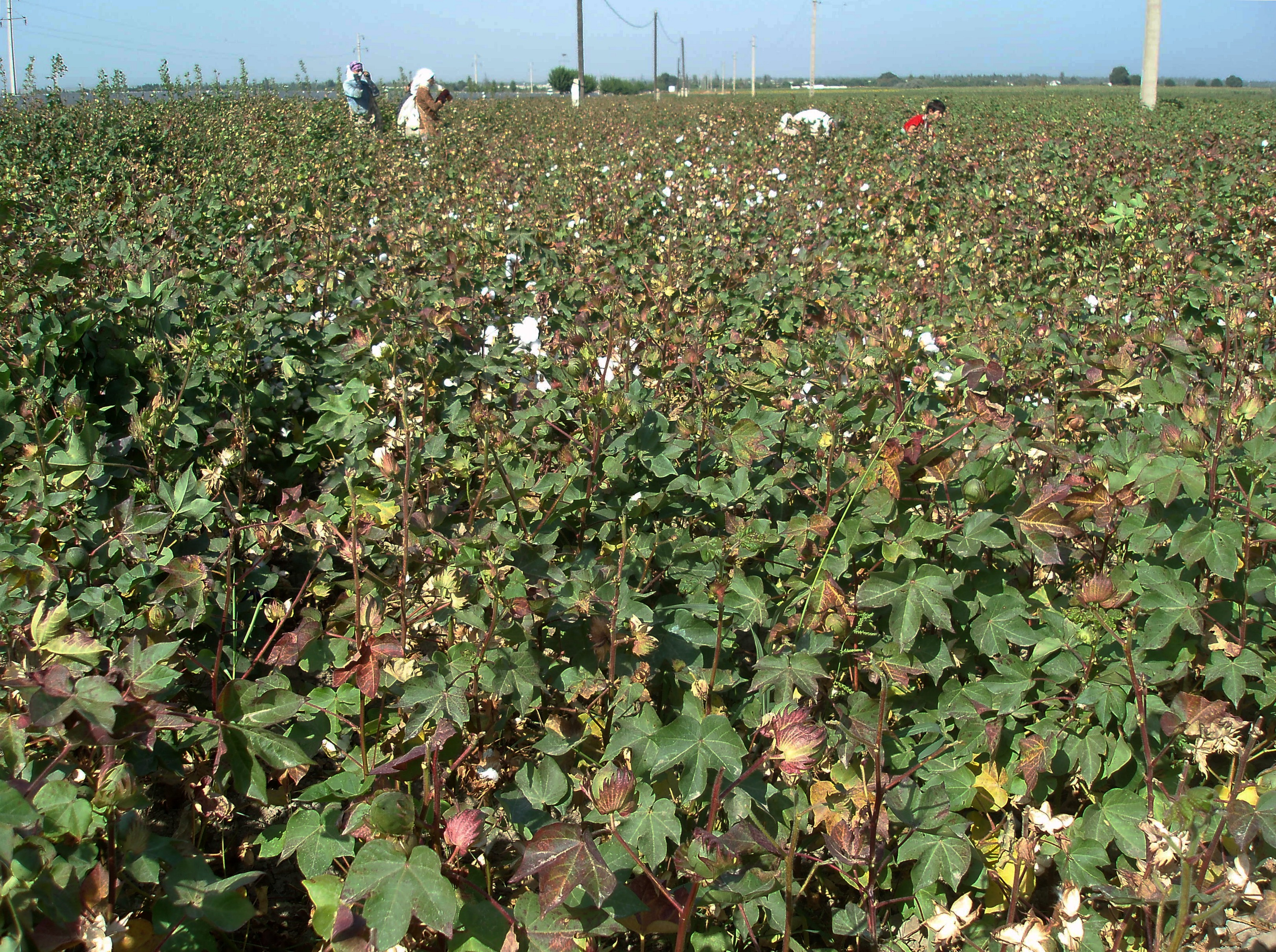
Baumwollfeld mit Pflückerinnen in der Viloyat Fargʻona

Baumwolle ist in Usbekistan ein allgegenwärtiges Thema und das wichtigste Agrarprodukt des Landes. Sie ist ein so zentrales Element der Kultur Usbekistans, dass man sie sogar auf dem Wappen des Landes findet. Es gibt Springbrunnen in Form einer Baumwollkapsel und Hochhäuser und Mauern mit stilisierten Baumwolldarstellungen. Neben dem Anbau von Baumwolle zur textilen Verarbeitung wird auch Baumwollsamenöl hergestellt, das in der Küche Usbekistans häufig verwendet wird.
Die Baumwollernte 2008 betrug in etwa 3,6 Millionen Tonnen Rohbaumwolle. Usbekistan war mit 1,1 Millionen Tonnen hochwertiger Baumwolle auf dem sechsten Platz der weltgrößten Baumwollproduzenten. Im Jahr 2009 betrug die Baumwollernte nur noch etwa 3,4 Millionen Tonnen Rohbaumwolle, was überwiegend damit zu tun hat, dass Teile der Anbauflächen jetzt für andere landwirtschaftliche Produkte genutzt werden.
Die überwiegend in staatlicher Hand befindliche usbekische Baumwollproduktion beruhte zum Teil auf Kinderarbeit und zwangsweise einberufenen Studenten. Usbekistan erließ 2008 ein Verbot, Kinder auf den Baumwollfeldern einzusetzen. Dies geschah auf Druck internationaler Unternehmen der Bekleidungsindustrie, wie unter anderem Walmart, Tesco, Gap Inc., H&M und C&A. Seitdem wurde die maschinelle Ernte deutlich ausgeweitet (2024 ca. 20 % – je nach Quelle 15 % bis 40 %) und somit der nötige Arbeitskräfteinsatz reduziert.
Laut GIZ leiteten nach dem Regierungswechsel 2016 die Behörden einen komplexen und ehrgeizigen Reformplan ein, um die Sozial- und Umweltpraxis in der Baumwollwirtschaft – von der Produktion bis zum Endprodukt – zu verbessern. Diese Reformen zielen darauf ab, den Sektor für neue Exportmärkte aufzustellen und neue Beschäftigungsmöglichkeiten zu schaffen. Als positives Ergebnis bestätigte eine unparteiische Überwachung durch die Internationale Arbeitsorganisation (IAO), dass es bei der Baumwollernte keine systemische Kinderarbeit und Zwangsarbeit mehr gibt. Und doch bleiben Herausforderungen.

#### Seidenherstellung

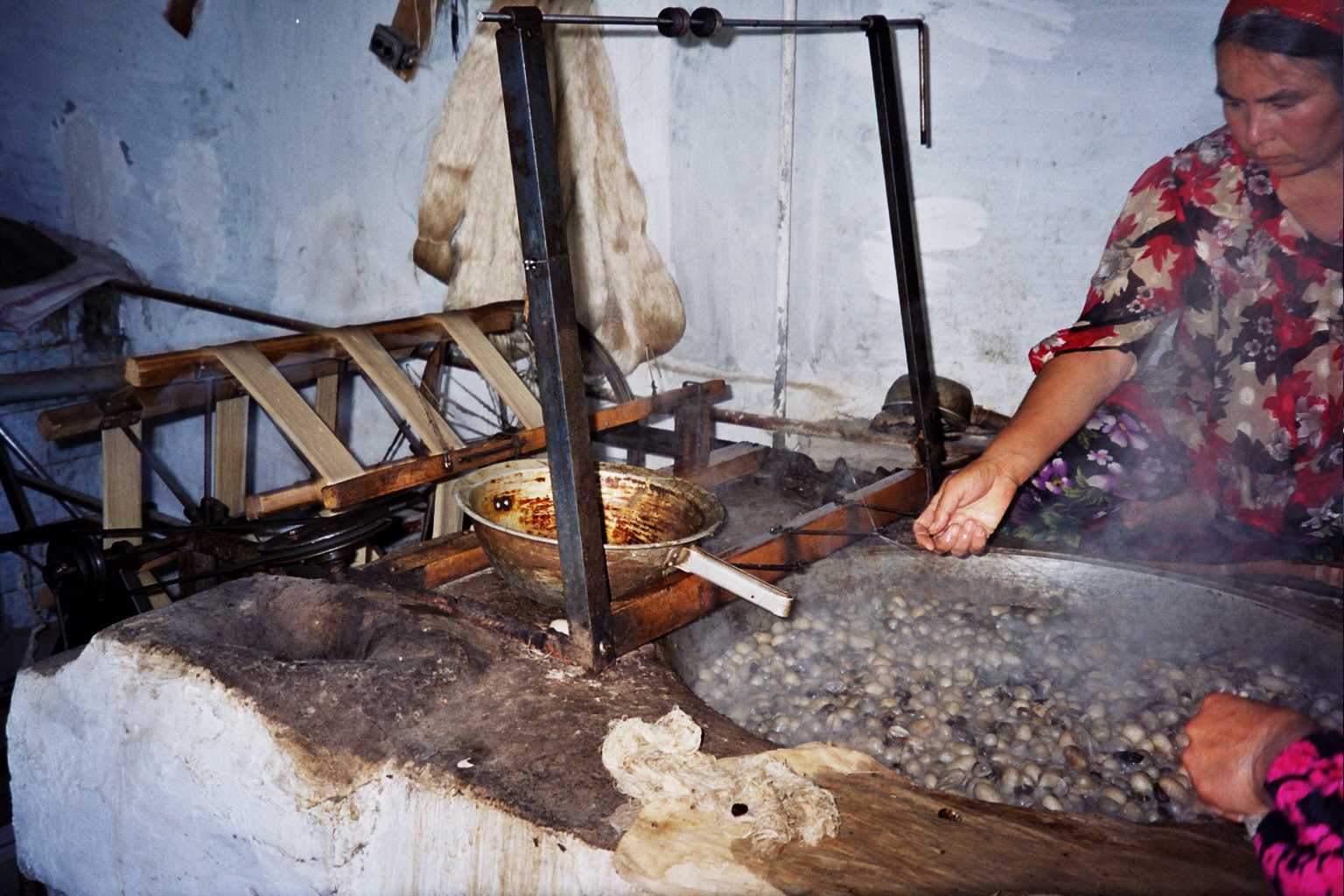
Traditionelle Seidenherstellung in der Yodgorlik-Fabrik Margilan

In und um Margilan liegt das Zentrum der usbekischen Seidenherstellung. Entlang von Bächen und Kanälen finden sich Maulbeerbäume, welche die Nahrungsgrundlage für die Seidenraupe sind. Die Seidenfäden werden zu Stoffen verarbeitet und teilweise exportiert.

### Bergbau
Usbekistan ist reich an Bodenschätzen wie Erdgas, Gold, Kupfer und Uran. Weitere wichtige Bodenschätze sind Silber, Blei, Zink, Wolfram, Molybdän und Kaolin.
Viele der Rohstoffe werden bisher kaum abgebaut.

#### Erdgas
An der Förderung von Erdgas in Usbekistan ist eine Vielzahl internationaler Unternehmen beteiligt. Nahezu alle Investitionen erfolgen in Kooperation mit der usbekischen Holdinggesellschaft Usbekneftegas, die sich in staatlicher Hand befindet.
Die Erschließung der Erdgasförderung  in der Region Buchara – Chiwa läuft in Zusammenarbeit mit Lukoil Overseas seit 2004 und wird vermutlich 2008 abgeschlossen. Die Förderung hat eine geplante Laufzeit von 35 Jahren. Die Vorkommen sind geologisch auf ungefähr 283 Milliarden m³ geschätzt. Die Förderung  im Ustjurt-Plateau wurde in Zusammenarbeit mit Zarubezhneftegaz, einer Tochtergesellschaft von Gazprom, und der schweizerischen Gas Project Development Central Asia AG, Gazprom hat hier ebenfalls 50 % Anteil, 2004 wieder aufgenommen und soll bis 2017 die vorhandenen etwa acht Milliarden m³ Erdgas fördern. Sinopec, eine chinesische Gesellschaft, plant bis 2010 Investitionen in bestehende Fördergebiete und in die Erkundung neuer Fördergebiete in den Regionen Andijon und Namangan sowie Buchara, Chiwa und Ustjurt. Die schweizerische Zeromax GmbH ist an der Erschließung und Nutzung der neuen Gaslagerstätten  in der Region Buchara – Chiwa sowie an den Erkundungen in der Region Tandyrtschi beteiligt. Die Erkundung der Vorkommen im Aralseebecken wird durch ein Konsortium aus Lukoil Overseas (russisch), Petronas Carigali Overseas (malaysisch), CNPC International Ltd. (chinesisch) und KNOC Aral Ltd. (koreanisch) vorgenommen. Ein entsprechendes Abkommen wurde Ende 2006 ausgehandelt.
Ende Juni 2008 begann der Bau einer Gaspipeline von der Region Buchara bis nach China. Partner auf chinesischer Seite ist CNPC. Die Baukosten des ersten Teilabschnitts mit einer Länge von 500 Kilometern sollen etwa zwei Milliarden US-Dollar betragen. Die ersten beiden parallel verlaufenden Linien wurden Ende 2009 fertiggestellt.

#### Erdöl
Die Erdölförderung in Usbekistan ist weit weniger bedeutend als die Erdgasförderung. Bei einer Produktion von etwa 100.000 Barrel pro Tag und einem Verbrauch von über 150.000 Barrel pro Tag muss Usbekistan, trotz seiner nachgewiesenen Vorkommen von 600 Millionen Barrel Rohöl, netto Öl importieren.

#### Metalle
Metallverhüttung ist in den Bergbauregionen Angren und Olmaliq angesiedelt. Der Goldexport bringt derzeit noch wesentlich höhere Deviseneinnahmen als der Erdgasexport.
Usbekistan ist derzeit der weltweit fünftgrößte Produzent des radioaktiven Metalls Uran. Da es keinerlei Bedarf an Uran im Inland gibt, ist die komplette Produktion zum Export bestimmt. Die Reserven werden auf 186.000 Tonnen geschätzt, bei einer derzeitigen Förderrate von 1.500 Tonnen pro Jahr. Seit 2007 lief ein fünfjähriges Investitionsprogramm, das den jährlichen Ausstoß um etwa 150 % auf 3.500 Tonnen pro Jahr vergrößern sollte. Dazu wurden alte Minen wiedereröffnet, neue Lagerstätten erschlossen und bestehende modernisiert.

### Industrie

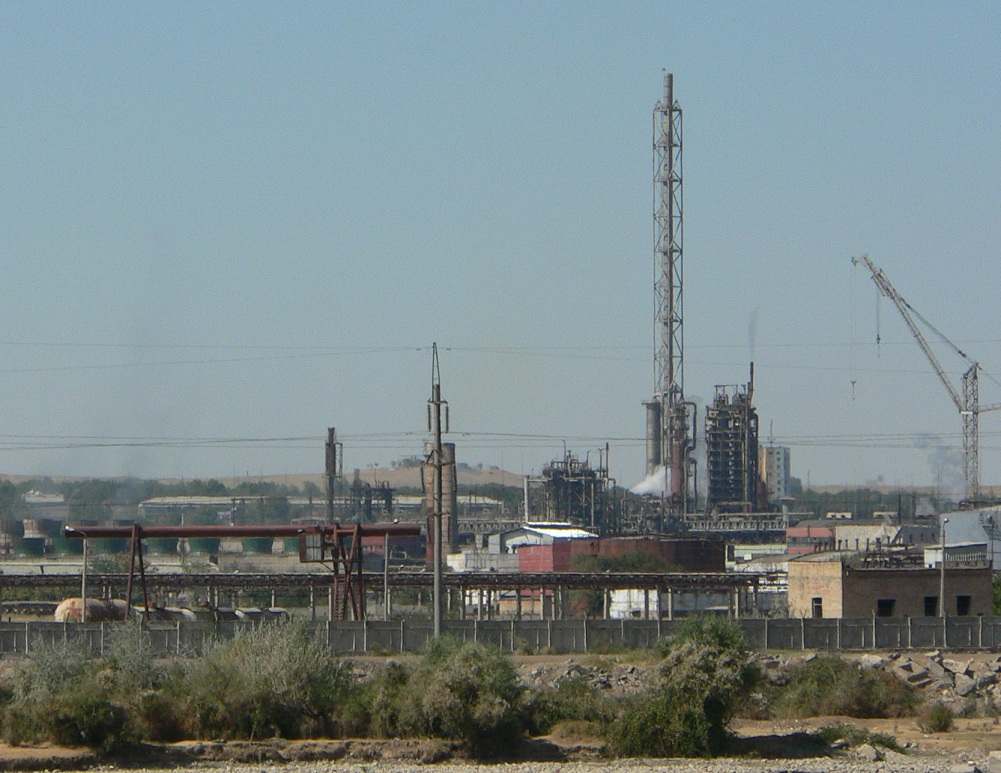
Industriekomplex bei Chirchiq

In Asaka im Ferganatal produziert Uz-DaewooAvto jährlich etwa 190.000 Kleinwagen (Stand: 2009) der Typen Daewoo Matiz, Daewoo Nexia und Damas für den zentralasiatischen Markt. Uz-Daewoo war ehemals ein Joint Venture von UzAvtoprom mit dem südkoreanischen Automobilhersteller GM Daewoo, ist aber seit der finanziellen Krise von Daewoo 1998 komplett in usbekischer Hand. Seit Oktober 2007 ist General Motors ein Joint Venture mit UzAvtoprom unter dem Namen GM Daewoo Auto & Technology Uzbekistan eingegangen (siehe: GM Uzbekistan). Im Februar 2008 wurden weitere Vereinbarungen unterzeichnet, wobei GM 25 % des Joint Ventures hält. Im Werk von UzAvtoSanoat werden bereits die Modelle Chevrolet Captiva, Epica und Tacuma hergestellt. GM unterstützt UzAvtoSanoat durch sein Händlernetz, Autos der Marke Chevrolet, die in Usbekistan produziert wurden, in den Staaten der GUS zu verkaufen. Mit geplanten 5.000 Mitarbeitern sollen jährlich 250.000 Autos der Typen Chevrolet Captiva, Chevrolet Epica, Chevrolet Lacetti und Tacuma hergestellt werden.
In Taschkent findet die Produktion der Militärtransportflugzeuge Il-76 und der Passagierflugzeuge IL-114 statt, Russland ist aber bestrebt, die Produktion nach Uljanowsk zu verlegen.
Weiterer Maschinenbau steht meist in Zusammenhang mit der Landwirtschaft, insbesondere der Herstellung von Baumwollprodukten.

### Tourismus

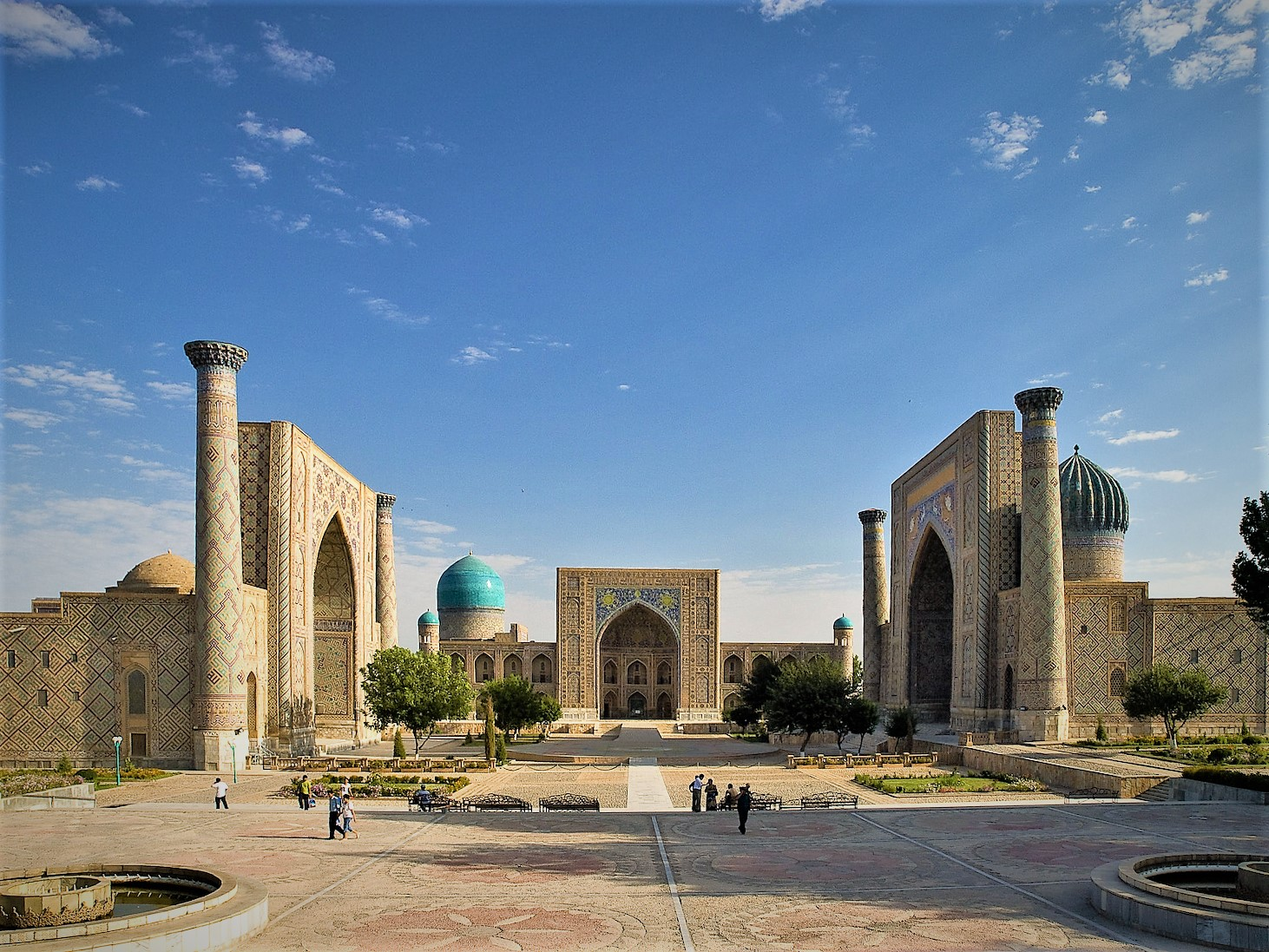
Registan in Samarkand

Der Tourismus in Usbekistan befindet sich im Aufbau. Die Infrastruktur entspricht noch nicht durchgängig den Ansprüchen eines international ausgerichteten Tourismus. In Taschkent, Samarkand, Buchara und Chiwa entsprechen mittlerweile viele Hotels dem internationalen Standard u. a. mit kostenlosem Internetzugang. Oft sind in den Hotels Geldautomaten oder Bankfilialen untergebracht, sodass man sich jederzeit problemlos mit Bargeld versorgen kann. Derzeit ist der meiste Tourismus entlang der Seidenstraße zu finden, die das Land in fast der gesamten Länge durchzieht. Beliebte Reiseziele sind die antiken Städte Samarkand, Buchara und Chiwa. Optimale Reisezeiten sind Frühling (April bis Juni) und Herbst (September bis Oktober), da der Sommer sehr heiß ist. Im Ugom-Chatqol-Nationalpark ist zudem Wintersport in Form von Heliskiing möglich. Zentren des inländischen Tourismus sind unter anderem Chimgon und Beldersoy, die als leicht erreichbares Erholungsgebiet für die Bevölkerung Taschkents dienen.
Seit Februar 2019 können alle Staatsbürger der Europäischen Union, Staatsbürger aus dem Schengen-Raum und Staatsbürger weiterer Staaten, darunter der Schweiz, visafrei einreisen. Damit stieg die Zahl der Staaten, deren Staatsbürger kein Visum benötigen, auf nunmehr 64. Zudem wurde etlichen Staatsbürgern weiterer Staaten der Zugang zum E-Visa-System gestattet. Damit stieg die Zahl der Staaten mit Zugang auf 76.

### Staatshaushalt
Der Staatshaushalt umfasste 2016 Ausgaben von umgerechnet 21,23 Milliarden US-Dollar, dem standen Einnahmen von umgerechnet 21,09 Mrd. US-Dollar gegenüber. Daraus ergibt sich ein Haushaltsdefizit in Höhe von 0,1 % des BIP.
Die Staatsverschuldung betrug 2016 11,6 % des BIP.
2020 betrug der Anteil der Staatsausgaben (in % des BIP) folgender Bereiche:
- Gesundheit: 6,8 %
- Bildung: 4,9 % (1991)
- Militär: 2,8 % (2019)

### Außenwirtschaft und Außenwirtschaftspolitik
Usbekistans Integration in den Welthandel wird durch die prononcierte Importsubstitutionspolitik des Landes behindert. Ein wichtiger Grund für diese Politik ist die Tatsache, dass Usbekistan kapitalintensive Industrien (beispielsweise die Automobilindustrie) aufgebaut hat, obwohl im Land das Kapital relativ knapp ist. Ein anderer Grund ist die veraltete Technik in anderen Industriezweigen. Die in diesen Fabriken produzierten Güter würden einem freien Wettbewerb mit importierten Gütern nicht standhalten können. Daher wird die usbekische Produktion durch hohe, teilweise prohibitive Importzölle geschützt.
Der Zustrom ausländischen Kapitals, insbesondere in Form von Direktinvestitionen, ist geringer als in allen anderen Nachfolgestaaten der früheren Sowjetunion. Die Auswanderung von Arbeitskräften, insbesondere von qualifizierten Arbeitskräften, ist hingegen sehr hoch. Mindestens 2 Millionen Usbeken arbeiteten alleine in Russland. Im Jahr 2012 überwiesen die Gastarbeiter 5,7 Milliarden Dollar nach Usbekistan, das entsprach einem Zehntel der usbekischen Wirtschaftsleistung.

## Infrastruktur

### Verkehr

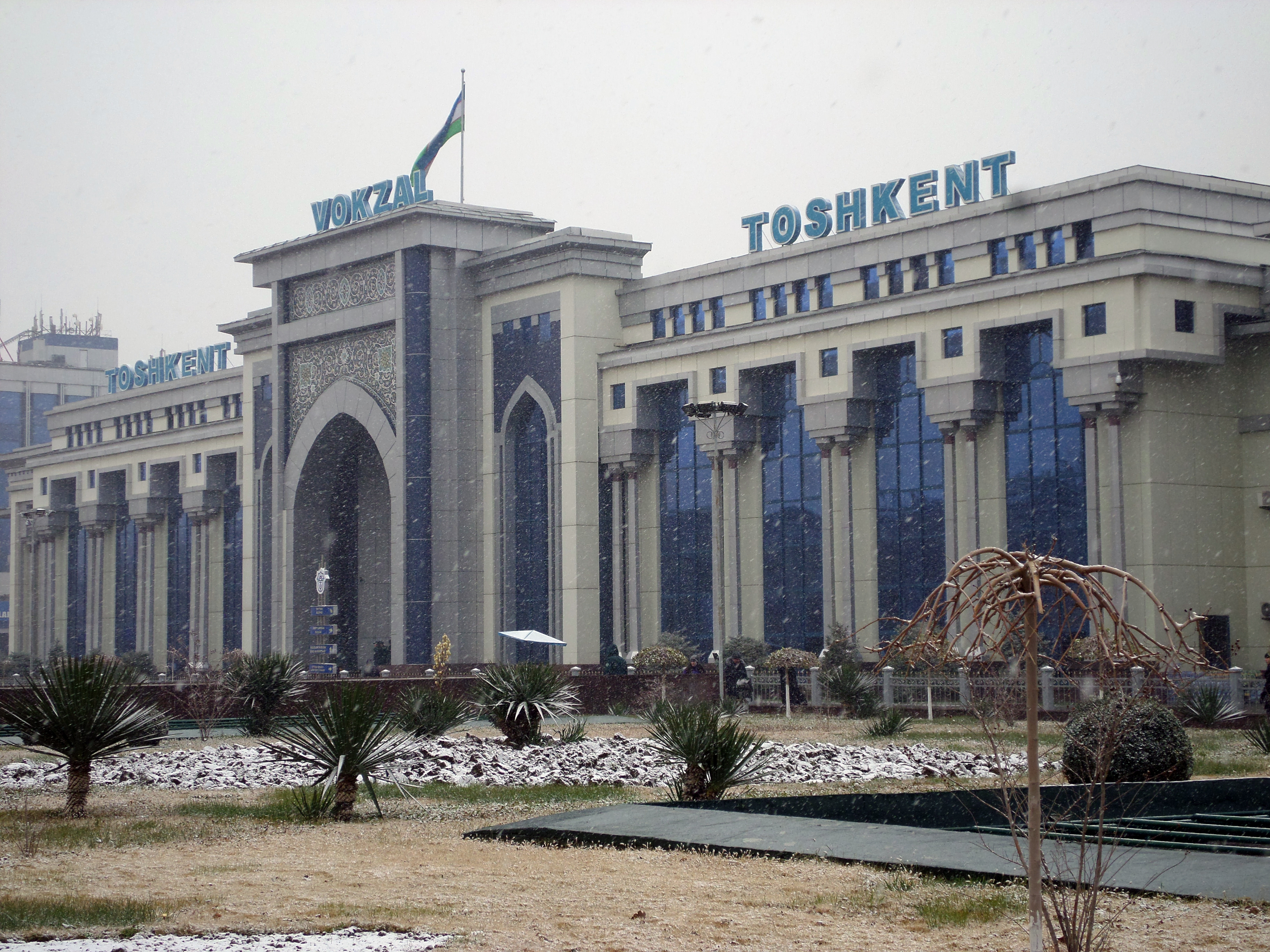
Bahnhof von Taschkent (2006)

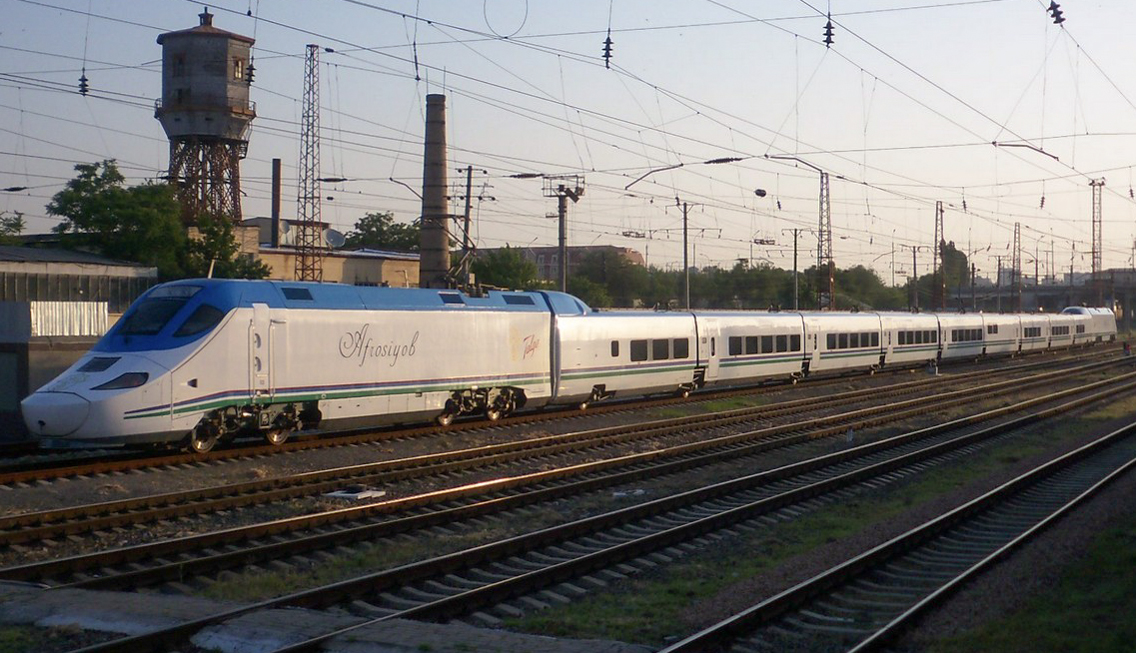
Der Hochgeschwindigkeitszug Talgo 250 Afrosiyob

#### Struktur
Usbekistan verfügt im Vergleich zu seinen Nachbarn über eine relativ gute Infrastruktur, wenn auch die geographische Lage und der fehlende Zugang zum Meer Restriktionen für den Güterverkehr bedeuten. Der größte Teil des Verkehrs wird auf der Straße abgewickelt.
Die Anteile am Güterverkehr verteilen sich nach der Tonnage auf den Straßenverkehr mit 90,7 %, Pipelines (Erdöl und Gas) mit 4,7 % und Eisenbahn mit 4,6 %. Der Personenverkehr findet zu 98,5 % auf der Straße statt, 1,2 % entfallen auf die Luftfahrt und 0,3 % auf die Eisenbahn.

#### Straßen
Die Länge des Straßennetzes beträgt über 81.600 Kilometer, wovon 71.237 Kilometer mit festem Fahrbahnbelag ausgestattet sind (Stand: 2007). Von herausragender Bedeutung ist die Strecke Taschkent–Samarkand–Buchara–Urganch-Nukus entlang der alten Seidenstraße; die Strecke ist allerdings über große Distanzen in sehr schlechtem Zustand. Die Fernverkehrsstraße M-39 (Almaty, Kasachstan-Taschkent-Samarkand-Termez) führt in einem Abschnitt zwischen Taschkent und Samarkand durch kasachisches Gebiet und muss daher für den Transit zwischen beiden Städten umfahren werden. Die M-37 verbindet Samarkand mit Buchara und führt weiter nach Aschgabat in Turkmenistan. Zwischen Buchara und Urganch führt zunächst eine nicht richtungsgetrennte Hauptstraße (A-380) durch die Wüste. Diese Strecke mit einem dann folgenden ca. 250 km langen, neuen Autobahnabschnitt zwischen Buchara–Urganch ist Teil der Europastraße 40 (Letzteres zwischen Buchara und Urganch durch turkmenisches Gebiet), die auch zwischen dem Kaspischen Meer und Aralsee nordwestlich aus dem Land hinaus nach Kasachstan führt, dort aber nur als „unbefestigte Piste“ vorhanden ist. Weitere Nationalstraßen auf usbekischem Gebiet sind die M-34 von Taschkent über Guliston nach Duschanbe in Tadschikistan, die M-41 von Termez über Duschanbe ins kirgisische Gebiet.

#### Schienenverkehr

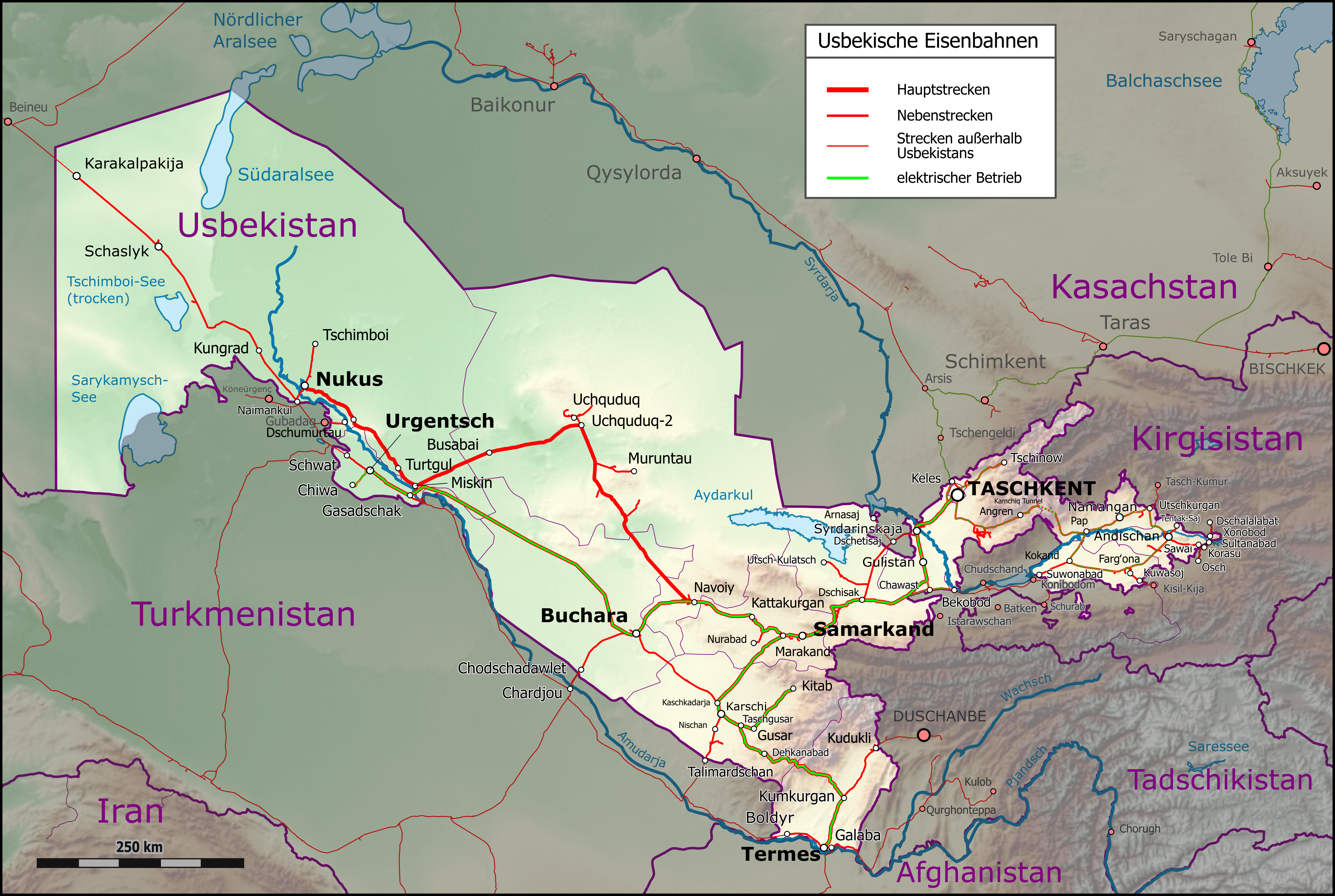
Netz der Usbekischen Eisenbahnen

Die Eisenbahn wird von der staatlichen Oʻzbekiston Temir Yoʻllari (UTY) betrieben. Das Schienennetz wurde zwischen 1991 und 2007 um rund 500 Kilometer auf eine Länge von etwa 3950 Kilometer erweitert. Die neu gebauten Strecken waren vielfach nötig, um Transitfahrten durch Nachbarstaaten zu vermeiden. Der Großteil des Schienennetzes ist eingleisig, nicht elektrifiziert und soll ausgebaut werden. Die Strecken um Taschkent, also im Wesentlichen von der Hauptstadt aus nach Südwesten und in das benachbarte Kasachstan, wurden elektrifiziert. Die Elektrifizierung der Strecken wird weiter vorangetrieben. Eine Hochgeschwindigkeitsstrecke führt aktuell von Taschkent bis Buchara. An der Elektrifizierung der Strecke von dort nach Urganch und Chiwa wird unter Mitwirkung der DB Engineering & Consulting gearbeitet.
Seit 2003 verkehrt zwischen Taschkent und Samarkand der Registon mit einer Fahrtzeit von drei Stunden und 40 Minuten, seit 2005 der Sharq zwischen Taschkent und Kogon (nahe Buchara) mit einer Fahrtzeit von sieben Stunden. Im Juli 2011 wurde der erste 250 km/h schnelle Talgo-Zug geliefert, der auf der Strecke Taschkent–Samarkand unter dem Namen Afrosiyob verkehrt und die Fahrzeit auf dieser auf 2 Stunden verkürzt. Daneben gibt es noch den Zug 49/50 als tägliche Tagesrandverbindung Samarkand–Taschkent–Samarkand, der westlichen Standard aufweist.
Sehr wichtig ist die 2016 eröffnete Verbindung von Taschkent ins Ferghana-Tal. Die Verbindung führt durch das Gebirge mit dem 19 km langen Kamchiq-Tunnel. Erst dieser Tunnel ermöglichte die innerusbekische Eisenbahnverbindung vom Ferghana-Tal mit dem Rest des Landes. Die Eisenbahn-Linien im Tal führen durch die Nachbarländer und sind aktuell gesperrt.
Taschkent besitzt seit 1977 eine U-Bahn mit einem 36,2 km umfassenden Netz, das stetig ausgebaut wird.

#### Wasserwege
1.100 Kilometer der Wasserwege sind schiffbar. Die starken Wasserentnahmen aus dem Amudarja schränken den Schiffsverkehr jedoch stark ein. Der einzige nennenswerte Hafen befindet sich in Termiz.

#### Luftverkehr
Nach der Unabhängigkeitserklärung der Republik Usbekistan wurde gemäß dem Dekret des Präsidenten der Republik Usbekistan vom 28. Januar 1992 die Nationale Fluggesellschaft Uzbekistan Airways auf der Grundlage der Zivilluftfahrtbehörde Usbekistans gegründet, die dem ehemaligen Ministerium für Zivilluftfahrt der Union unterstand. Der Luftverkehr ist einer der führenden Wirtschaftszweige Usbekistans und dient der Entwicklung internationaler, wirtschaftlicher, diplomatischer und kultureller Beziehungen des Landes mit der Außenwelt. In Taschkent, Nukus, Samarkand, Buchara, Urgentsch, Termez, Karshi, Namangan, Fergana und Navoi gibt es modern ausgestattete Flughäfen. Der Flughafen Taschkent ist der größte internationale Flughafen in der Region Zentralasien. Auch die Flughäfen von Buchara, Samarkand und Urgentsch haben internationalen Status. Die nationale Fluggesellschaft Uzbekistan Airways führt regelmäßig 20 internationale Flüge durch. 44 Repräsentanzen wurden in Städten Europas, Amerikas, Südostasiens und der GUS eröffnet. In den Jahren der Unabhängigkeit hat die Regierung der Republik Usbekistan 1 Milliarde 200 Millionen US-Dollar in die Luftfahrtindustrie investiert. Es wurden Investitionen in Höhe von mehreren hundert US-Dollar getätigt und eine moderne Infrastruktur aufgebaut. Alle internationalen Flüge werden mit Flugzeugen des Typs Boeing 767, Boeing 757, Airbus A310 und U-85 durchgeführt. Die nationale Fluggesellschaft Uzbekistan Airways arbeitet in verschiedenen Bereichen mit großen europäischen Unternehmen wie Airbus Industry, amerikanischen Unternehmen wie Boeing, dem russischen Konstruktionsbüro Iljuschin sowie deutschen und französischen Firmen zusammen.

### Energieversorgung
Die Stromversorgung in Usbekistan erfolgt mit 220 Volt Netzspannung und 50 Hz Netzfrequenz. Produziert wird der Strom in Kohle-, Gas- und Wasserkraftwerken. Die Chorvoq-Talsperre liefert beispielsweise einen Teil des Stromes für Taschkent und Chirchiq.
In weiten Teilen Taschkents existiert ein Fernwärmenetz, welches die Versorgung mit Heißwasser sichert. Viele Haushalte sind zudem an das Gasnetz angeschlossen.
Die Energieversorgung gilt in den Städten als zuverlässig, nicht jedoch auf dem Land. Es kommt dort häufiger zu Stromausfällen.

### Telekommunikation und Post
Das Telekommunikationsnetz stammt zu weiten Teilen noch aus sowjetischer Zeit und bedarf somit dringender Modernisierung. Die staatliche Telefongesellschaft Uzbektelecom hat zur Modernisierung des Netzes einen Kredit der japanischen Regierung über 110 Millionen USD in Anspruch genommen. Zu den etwa 1,821 Millionen Telefonanschlüssen (Stand: 2007) kommen 22,8 Millionen Mobilfunkanschlüsse (Stand: Januar 2018). Es gibt fünf Mobilfunkprovider: Die usbekischen Firmen UCell (ehemals Coscom), Uzmobile und Perfectum Mobile sowie die russischen Unternehmen Mobile TeleSystems (MTS) und VimpelCom mit dem Markennamen Beeline (ehemals Unitel).
Usbekistan ist mit Überland- und Funkleitungen über Kasachstan und Russland an internationale Netze angeschlossen. Derzeit befindet sich das Trans-Asia-Europe-Glasfasernetz (TAE) im Aufbau, das sich an der Seidenstraße orientierend von Frankfurt (Main) bis nach Shanghai erstreckt.
Im Jahr 2020 nutzten 71 Prozent der Einwohner Usbekistans das Internet.
Die usbekische Post ist kaum mit der Post in Europa vergleichbar. Eine Zustellung bis an den privaten Briefkasten erfolgt in der Regel nicht. Allerdings kann die Post problemlos in alle Welt verschickt werden. Eine Briefsendung nach Deutschland benötigt in der Regel zwischen einer und drei Wochen. Die usbekischen Briefmarken sind meist äußerst liebevoll mit Motiven aus Kultur und Tierreich gestaltet.

## Kultur

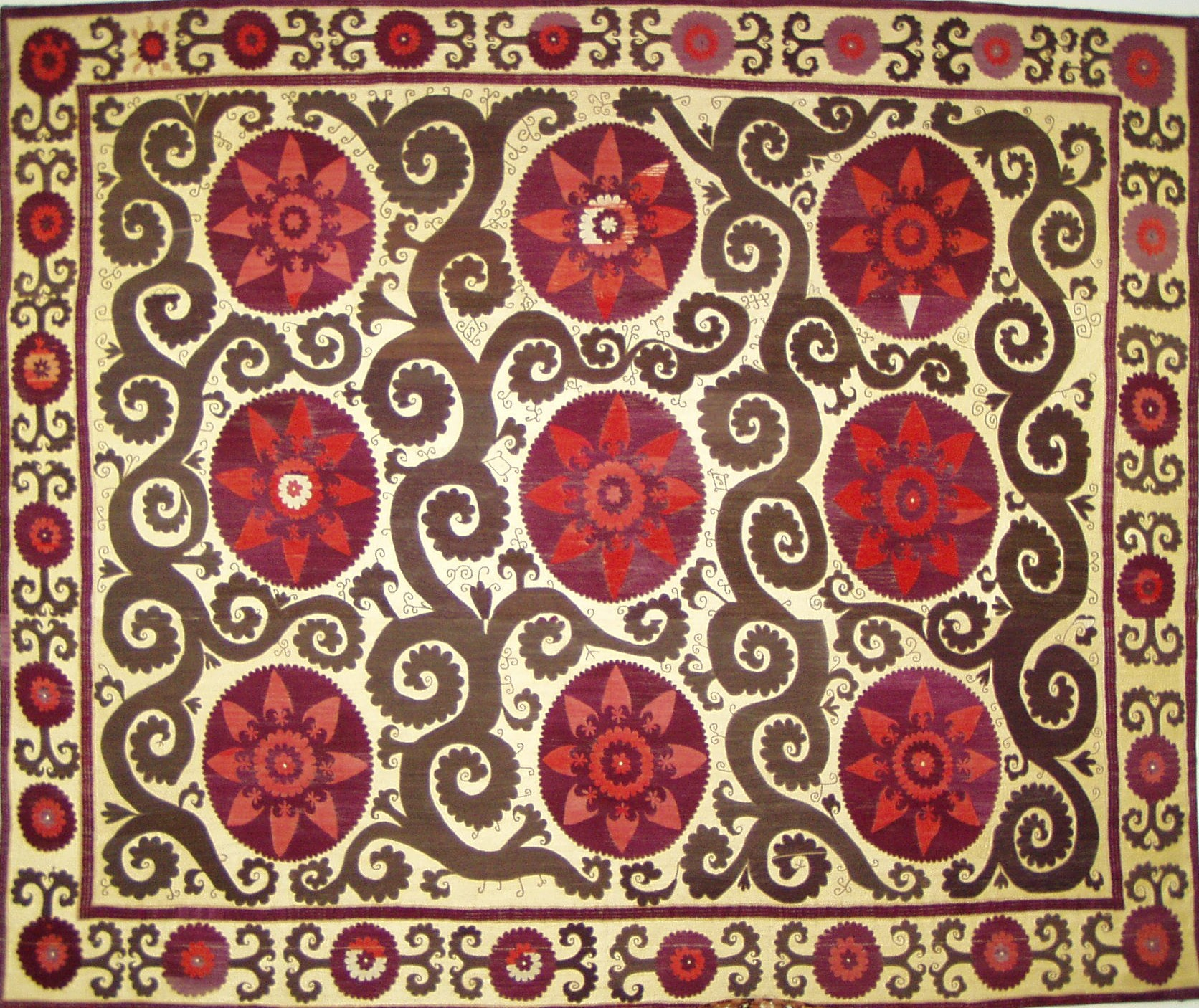
Antiker Susani (Seidenteppich) im Kunstmuseum von Taschkent

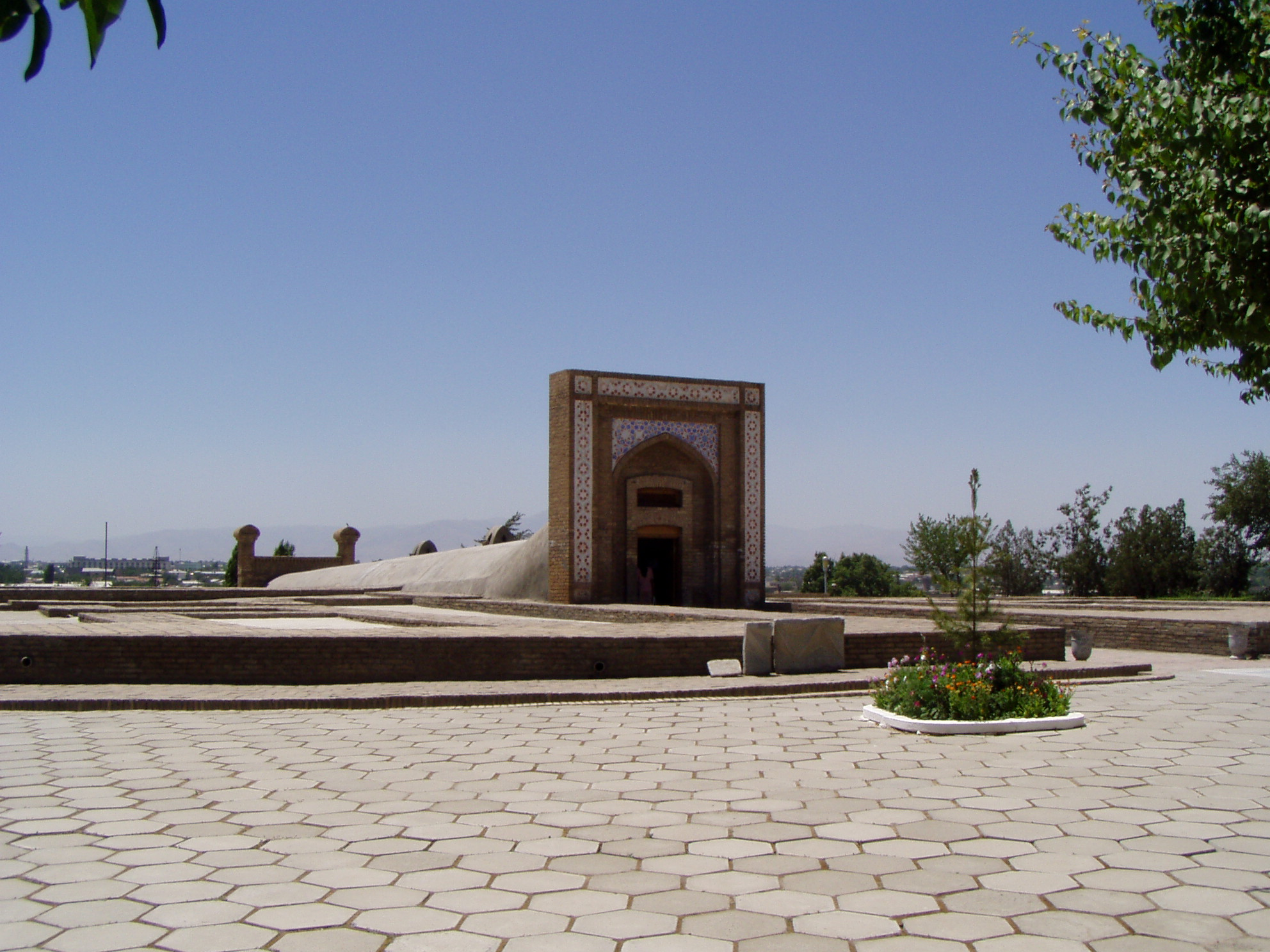
Eingang zum Ulugh-Beg-Observatorium (Museum) in Samarkand

Im Unterschied zu den Bevölkerungen in den Nachbarländern Kasachstan, Kirgisistan und Turkmenistan, die bis heute im Nomadentum wurzeln und lange nur oberflächlich islamisiert waren, war die Region des heutigen Usbekistan schon seit dem frühen Mittelalter ein Kerngebiet islamischer Kultur. Wesentlich dafür war die hochentwickelte, persisch geprägte Stadtkultur. Insbesondere die alten Zentren in der heutigen Landesmitte, Buchara und Samarkand, haben kulturell eine außergewöhnliche Geschichte. Sie brachten viele bedeutende Philosophen, Wissenschaftler und Theologen hervor. Die berühmtesten sind:
- der Universalgelehrte al-Bīrūnī,
- der Mathematiker al-Chwarizmi,
- der Traditionswissenschaftler al-Buchārī und
- der Arzt und Philosoph Ibn Sina.
- Scheich Baha-ud-Din Naqschband gründete dort den Orden der Naqschbandi-Derwische, der noch heute bis in die Türkei und nach Palästina verbreitet ist.
- der Astronom und Wissenschaftler Ulugh Beg.

Die Sprache und Kultur Persiens wird noch heute von vielen Menschen im Umkreis dieser Städte gepflegt, während sich die Staatssprache Usbekisch aus osttürkischen Idiomen entwickelte. Der größte Dichter des Landes, Mir ʿAli Schir Nawāʾi im 15. Jahrhundert, stammte aus Herat und hat auf Tschagataiisch und Persisch gedichtet.
Die Kunstmusik Usbekistans fußt auf unterschiedlichen Formen der in arabischen Ländern und in Zentralasien verbreiteten musiktheoretischen Grundlage Maqam. Die komplexen Rhythmen und melodischen Strukturen ähneln denen der iranischen Musik. Am bekanntesten ist der in Buchara, Samarkand und im angrenzenden Tadschikistan gepflegte Stil Schaschmaqam („sechs Maqame“). Der Alti-yarim Makom („sechseinhalb Maqāme“) ist der Regionalstil der nördlichen Landesteile, während im Ferghanatal der in seinem Umfang reduzierte Tschahar Maqam („vier Maqame“) von Usbeken und Tadschiken gespielt wird.
Zu den ältesten und wichtigsten kulturellen Überlieferungen des Landes gehört das traditionelle indoiranische Neujahrsfest Nouruz (usbekisch Navroʻz), das im Frühling feierlich begangen wird. Navroʻz ist ein gesetzlicher Feiertag.

### UNESCO-Welterbestätten
In Usbekistan stehen vier Kulturstätten und eine Naturstätte auf der UNESCO-Welterbeliste. Die Kulturstätten sind:
- Ichan Qalʼа (Chiwa), hinzugefügt 1990
- Historisches Zentrum von Buchara, hinzugefügt 1993
- Historisches Zentrum von Schachrisjabz, hinzugefügt 2000
- Samarqand – Kreuzung der Kulturen, hinzugefügt 2001
- Seidenstraße: Zarafshan-Karakum-Korridor, hinzugefügt 2023[129]

Die Naturstätten sind:
- Westliches Tian Shan, hinzugefügt 2016
- Kalte Winterwüsten von Turan, hinzugefügt 2023.[130] Zusätzlich zu den eingetragenen Stätten führt Usbekistan auch 35 weitere Stätten auf seiner vorläufigen Liste auf.[130]

### Medien
In Usbekistan erscheinen drei national verbreitete Tageszeitungen, darunter die turkmenischsprachige Khalk suzi und die russischsprachige Prawda Wostoka (russisch Правда Востока). Das Fernsehen ist staatlich, es werden zwei Programme ausgestrahlt.
Der staatliche Rundfunksender UzTV besteht aus vier Fernsehkanälen, wovon drei landesweit übertragen werden. Die private Fernsehgesellschaft Kamalak-TV ist für die Übertragung ausländischer Fernsehsender zuständig, bietet aber auch eigene Sender an. Seit September 2008 werden in Taschkent die Programme auch über DVB-T verbreitet. Für die Zukunft ist ein landesweiter Ausbau von DVB-T und DVB-H geplant.
Neben den staatlichen Radiosendern haben sich Mitte der 1990er-Jahre auch einige private Sender etablieren können. Der Sendebetrieb findet ausschließlich auf dem FM-Band statt.
Wie Reporter ohne Grenzen 2017 berichtete, müssen Journalisten staatlicher Medien eine Erlaubnis einholen, wenn sie mit ausländischen Diplomaten sprechen wollen. In Usbekistan sitzen 10 Journalisten im Gefängnis.

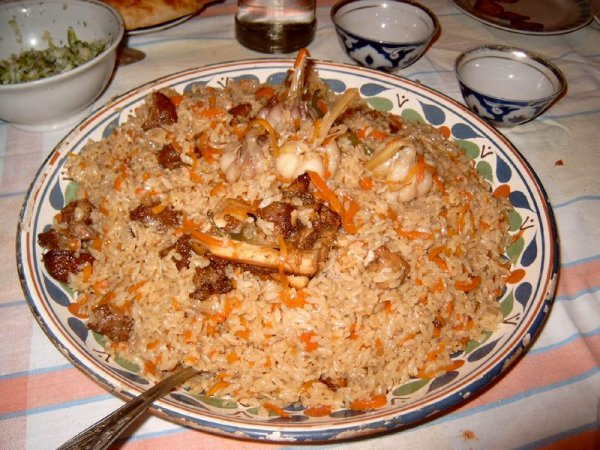
Plov

### Küche
Die usbekische Küche ist sehr abwechslungsreich, so zählt sie mehr als tausend Gerichte. Typisch für die usbekische Küche sind Suppen wie Shoʻrva und Naryn, dem Bachor (Salat), den Hauptgerichten Plov oder Manti als auch Lagʻmon – was sowohl als Hauptgericht als auch als Nachspeise gereicht wird – und Halva. Ganzjährig wird vor allem grüner Tee (koʻk choy) in Teehäusern, den sogenannten Choyxonas, getrunken. Im Sommer dagegen werden Ayron, ein gekühlter Joghurt, und Fruchtsäfte bevorzugt. Alkoholische Getränke finden im Allgemeinen keinen großen Zuspruch, außer Wein, von dem, für ein überwiegend muslimisch bevölkertes Land, ausgesprochen viel getrunken wird.
Die Geschichte der usbekischen Küche, bzw. die Herkunft der verschiedenen usbekischen Gerichte, lässt sich teilweise mehrere Jahrhunderte zurückverfolgen. Daher lassen sich die auch noch heute üblichen traditionellen Rituale beim Zubereiten der Speisen erklären. Heute wie auch vor mehreren Jahrhunderten ist die usbekische Küche aufgrund der Lage, Sprache, Kultur und Religion des Landes eng mit der orientalischen Küche und der anderer turksprachiger Länder verbunden.

### Sport
Special Olympics Usbekistan wurde 2001 gegründet und nahm mehrmals an Special Olympics Weltspielen teil.

### Boxen
Boxen ist in Usbekistan eine der beliebtesten Sportarten. Usbekistan stellt vier Olympiasieger, die bei den Olympischen Spielen in dieser Sportart zwei Silber- und acht Bronzemedaillen gewannen. Das Land hat auch weitere Medaillengewinner im Boxen bei den Asienspielen, den Asienmeisterschaften im Boxen und den Boxweltmeisterschaften. Bei den Olympischen Sommerspielen 2016 belegte die usbekische Boxmannschaft den ersten Platz in der Medaillenwertung im Boxen und gewann drei Gold-, zwei Silber- und zwei Bronzemedaillen. Bei den Olympischen Sommerspielen 2024 schnitt die usbekische Boxmannschaft sogar noch besser ab: Fünf usbekische Boxer wurden mit Goldmedaillen ausgezeichnet.